# Asociación Católica de Propagandistas
 (décembre 2022).
- Si vous ne connaissez pas le sujet, laissez ce bandeau (vous pouvez alors contacter les auteurs).
- Si vous supprimez le contenu mis en cause (vous pouvez préalablement contacter les auteurs),

argumentez précisément cette suppression dans la page de discussion
(un manque de référence n'est pas un argument ; une recherche réelle de référence doit avoir été effectuée, être formellement documentée).
 (décembre 2022).
L’Asociación Católica Nacional de Propagandistas (ACNdP) est une association privée laïque, fondée en 1909 par le jésuïte Ángel Ayala à l’instigation du nonce Vico, et vouée à l’apostolat laïc et à la diffusion de la foi catholique. Le premier noyau était constitué d’étudiants de la congrégation mariale de Madrid, soigneusement sélectionnés au préalable.
L’association avait pour objectif, selon l’article premier de ses statuts, « la propagande sociale-catholique », c’est-à-dire la projection du catholicisme dans la vie publique espagnole et la reconfiguration du corps social dans un sens catholique, face à la montée en puissance de l’anticléricalisme et à la laïcisation institutionnelle. Le modèle historique était le Zentrumspartei allemand, qui avait su, dans l’environnement hostile de l’Empire et dans une optique légaliste, améliorer la situation des catholiques, à l’inverse des catholiques français, dont la riposte, consistant à se barricader dans une attitude intégriste et de rejet des principes républicains, s’était révélée inefficace et servait de contre-modèle.
Les sociétaires de l’ACNdP, ou « propagandistas », dont le nombre oscilla autour des 800, se soumettaient à une formation continue — les Cercles d’étude —, où l’instruction religieuse, centrée sur l’étude de la doctrine sociale de l'Église et des encycliques qui en sont à la base, était assortie d’un entraînement pratique (art oratoire, techniques journalistiques, etc.), en vue d’une mise en application concrète de ladite doctrine, en la projetant sur la vie personnelle et sociale et sur les événements temporels quotidiens de la vie publique en Espagne. La clef et le fondement ultime du travail apostolique séculier sont, pour le premier président de l’ACNdP, Ángel Herrera Oria, « les normes contenues dans l’Évangile » et les « préceptes évangéliques sociaux », source, référence radicale et dernière, et substrat permanent de la dynamique opérationnelle de l’ACNdP.
Les moyens d’action de l’ACNdP étaient la presse écrite (le quotidien El Debate en particulier), l’organisation de conférences et de réunions, l’action ouvrière (former des dirigeants syndicaux catholiques par un cycle de formation ad hoc, afin de reconquérir le peuple en le formant et en l’éduquant aux valeurs chrétiennes et de contrer ainsi l’influence des syndicats socialiste et anarchiste), l’activité caritative, les campagnes agraires, etc. La vive préoccupation des propagandistas pour l’enseignement scolaire, qui subissait l’emprise croissante de l’État au détriment de l’Église, porta l’ACNdP à mobiliser les enseignants et à fonder un centre universitaire (le CEU, dont dépendaient aussi des établissements d’enseignement primaire et secondaire), une école normale, etc.
En dépit d’un apolitisme de principe, il était loisible aux sociétaires de s’engager sur le terrain politique à condition d’avoir toujours en vue la réalisation de la doctrine sociale de l’Église et d’observer les règles (pontificales) de l’accidentalisme (s’accommoder du régime en place, quelle que soit sa nature : monarchie, primorivérisme, république, franquisme…) et du possibilisme (s’efforcer de tirer le meilleur parti des institutions existantes, au bénéfice du bien commun). Ainsi, sous la République, des propagandistas se firent-ils membre de la CEDA et occupèrent-ils, à la suite de la victoire électorale de celle-ci en 1933, plusieurs portefeuilles ministériels. Après le coup d’État de 1936, où l’ACNdP prit majoritairement fait et cause pour la rébellion militaire, l’association subit une forte hémorragie de ses membres, soit victimes des persécutions républicaines, soit tombés au combat pendant la Guerre civile dans les rangs nationalistes. Le conflit armé terminé, et au terme d’une période d’ostracisme (sur l’accusation de compromission avec la république), les propagandistas, alors qu’il s’agissait à présent de redresser l’image du régime à l’étranger après la victoire alliée dans la Guerre mondiale, vinrent à occuper des postes dans le gouvernement de Franco (Alberto Martín-Artajo aux Affaires étrangères et José Ibáñez Martín à l’Éducation) ainsi que dans la haute administration, où ils prêtèrent leur concours à l’institutionnalisation du nouveau régime et eurent part à l’élaboration d’une législation favorable à l’Église (enseignement scolaire, code civil, entre autres). Après que cette phase « nationale-catholique », particulièrement faste pour l’ACNdP, eut pris fin en 1957, avec évincement des propagandistas hors des sphères de pouvoir, l’« accidentalisme » allait prendre diverses formes : collaborationnisme immobiliste (accepter telles quelles les institutions franquistes), collaborationnisme évolutionniste (œuvrer à changer les institutions de l’intérieur : Ángel Herrera Oria, Martín-Artajo), adhésion intransigeante et jusqu’au-boutiste aux principes franquistes (Blas Piñar), ou opposition ouverte (le plus souvent sur une ligne monarchiste juaniste : Gil-Robles, Pemán). Avec la transition démocratique, des sociétaires de l’ACNdP allaient se voir confier plusieurs ministères, d’abord dans le gouvernement d’Adolfo Suárez (sous l’étiquette UCD), puis dans celui du propagandista Leopoldo Calvo-Sotelo.

## Contextualisation et prémisses

### Contexte européen
Au XIXe siècle, la situation sociale en Europe se caractérisait par l’opposition entre d’une part une énorme masse de prolétaires et d’autre part un groupe social numériquement faible composé des propriétaires des moyens de production. La 2e Internationale avait été fondée en 1889, c’est-à-dire deux ans avant la publication de l’encyclique Rerum novarum. Au milieu du siècle avait fait son apparition au sein du catholicisme la dénommée doctrine sociale de l’Église, où le terme social est à comprendre au sens large, à savoir relatif aux « événements économiques, politiques et culturels » de l’époque. 
Sur le plan international, la prise de Rome en 1870 avait laissé la cour papale dans une situation de souveraineté territoriale indéterminée, qui ne put être résolue qu’en 1929, avec la création de la Cité du Vatican. S’y ajoutait vers la même époque la montée de la laïcité, en particulier la laïcité à la française et le Kulturkampf allemand, autant de circonstances propres à complexifier encore la situation des catholiques européens à l’heure de poursuivre leurs activités dans différents domaines (enseignement, culture, morale, politique). 
Face à ces contextes défavorables au catholicisme, les catholiques français et allemands avaient adopté des attitudes opposées : une réaction de repli intégriste (en France), contre une tentative d’insertion dans la société par l’action politique légale (en Allemagne). Le modèle de riposte allemand visait à l’intégration, certes difficile, des catholiques dans les structures d’un État hostile, en l’occurrence l’Empire proclamé en 1871, nettement marqué par le luthéranisme et imprégné d’un anticatholisme hérité du Kulturkampf, et enclin à la ségrégation sociale des catholiques. La réaction vint peu d’années plus tard d’un parti politique, le Deutsche Zentrumspartei, qui avait été constitué selon les critères du Vatican  et qui au terme d’un âpre combat sut obtenir que les différentes mesures anticatholiques soient abrogées. Dans le même temps, le Zentrumspartei fut actif dans le domaine de la politique sociale, ayant en effet d’emblée fait siennes les préconisations de Wilhelm Ketteler sur la protection ouvrière. En 1877, la centrale du Zentrumspartei de Westphalie déposa auprès du gouvernement un projet de résolution tendant à instituer l’obligation du repos dominical, l’aide de l’État pour les corporations professionnelles, un ensemble de règles sur la salubrité et la sécurité dans les établissements industriels, la prohibition d’employer dans l’industrie des enfants âgés de moins de quatorze ans, une réglementation du travail féminin, la mise en place de tribunaux d’arbitrage, et un renforcement de la législation quant à la responsabilité patronale en cas d’accident du travail — programme social qu’en 1878 le chancelier Bismarck fut contraint, devant la situation parlementaire, de mettre partiellement en application. Le régime d’assurance contre les accidents tel que proposé par le Zentrumspartei, d’abord rejeté par Bismarck en 1881, fut finalement instauré trois ans plus tard, de même que l’assurance maladie en 1884. Toutefois, il ne fut pas possible de démonter intégralement la politique du Kulturkampf, et ce ne sera qu’avec la chute de l’Empire en 1918 que l’égalité légale sera accordée aux catholiques (jusque-là, à égalité de mérite, c’était un protestant qui était choisi). L’exemple allemand illustre que la doctrine sociale de l’Église ne se limitait pas aux seules considérations théoriques, mais qu’elle se souciait aussi de sa mise en œuvre pratique. Ainsi, grâce à cet outil essentiel qu’était le Zentrumspartei, était-on parvenu en Allemagne non seulement à éradiquer les éléments centraux de l’anticatholicisme, mais encore à créer les conditions de la politique sociale alors la plus avancée d’Europe. Löwenstein, membre du Zentrumspartei, pouvait écrire à propos de la future république allemande qui déjà surgissait à l’horizon, que « nous [catholiques] pouvons en devenir les maîtres », ce qui devait se produire effectivement en 1918, quand le Zentrumspartei devint un acteur clef dans la république de Weimar.
Le contre-modèle français en revanche, se déployant sous la Troisième République, laquelle avait adopté à partir de 1880 de puissants traits laïcistes sinon anticatholiques, fut celui d’un catholicisme à prédominance réactive, faisant alliance avec le légitimisme et adoptant une posture intégriste axée sur la critique doctrinale des principes de la révolution de 1789 et de ses dérivés. Cette attitude, de peu d’efficacité face à la vague laïciste, eut des conséquences calamiteuses, puisqu’elle déboucha en 1905, en vertu de la loi de séparation des Églises et de l'État, à l’instauration d’un système tendant à exclure socialement l’Église de France.

### Situation du catholicisme en Espagne au début duXXesiècle
En Espagne, les premières années du XXe siècle — c’est-à-dire la période où fut fondée l’ACNdP — se caractérisaient par un anticléricalisme très marqué et d’ampleur croissante, qui se manifestait sur différents plans se renforçant l’un l’autre. À l’anticléricalisme populaire, lié à la montée du socialisme, de l’anarchisme et du républicanisme radical chez les masses laborieuses, et qui éclata notamment lors des incidents anticléricaux survenus pendant la Semaine tragique en 1909, faisait pendant l’anticléricalisme culturel, lui aussi en hausse notable, et dont la manifestation emblématique fut la pièce de théâtre Electra (1902) de Pérez Galdós, appelé à se muer en Espagne en symbole de l’anticléricalisme. Jésuites et Luises (membres de la congrégation mariale de saint Louis de Gonzague de Madrid) faisaient office de cibles de prédilection des attaques anticléricales. Il est à noter que 63,78 % de la population espagnole était considérée analphabète en 1900, et que ce taux se situait encore à 40 % à l’avènement de la République en 1931.
La classe politique espagnole de ce temps nourrissait, à divers degrés, différents types d’anticléricalisme, et certains hommes politiques, tels Lerroux, Salmerón, Pablo Iglesias, Segismundo Moret ou Canalejas, le professaient ouvertement. En 1910, une loi, connue sous l’appellation de Ley del candado, fut adoptée interdisant pour deux ans la constitution de nouvelles congrégations religieuses, ce qui porta l’ACNdP à mener une vigoureuse campagne de protestation, qui eut un fort retentissement. Un vif anticléricalisme animait également la presse écrite, essentiellement la presse libérale et progressiste, regroupée alors au sein de la société d’édition Grupo El Liberal (connue aussi sous le nom d’El Trust). En 1931 enfin, le modèle d’exclusion de l’Église tel qu’appliqué par la Troisième République française fut repris, sans grandes modifications, par le libéralisme radical de la Seconde République espagnole.
En face, la presse catholique ou favorable à l’Église apparaît assez modeste, tant sous le rapport du nombre de titres que des effectifs de lecteurs. S’y joignait la question de la désorganisation sociale et de la désunion politique des catholiques, situation maintes fois et dûment constatée, témoin les différents documents ecclésiastiques et pontificaux adressés aux catholiques espagnols, dont en particulier les trois rapports d’Antonio Vico consacrés à la situation du catholicisme espagnol et rédigés entre 1890 et 1892, dès avant son mandat de nonce apostolique de Pie X en Espagne. Vico s’appliquera plus tard à promouvoir, comme possible remède à cette carence endémique du catholicisme espagnol, le développement de l’Action catholique en Espagne, en commençant par sa branche de jeunesse (Jeunesse catholique). En vue de cet objectif, la création d’un organe de structuration, sous les espèces justement de l’ACNdP, lui apparaissait comme un préalable nécessaire.

## Fondation et premières apparitions publiques
La fondation en 1909 de l’ACNdP répondait à la préoccupation du Vatican sur ce qui se passait en Espagne. Le Vatican, redoutant que ce pays suive selon toute vraisemblance le même chemin que le catholicisme français, s’efforça de déployer en Espagne un plan stratégique déjà été mis en œuvre en Allemagne sous les formes du parti politique Deutsche Zentrumspartei et du catholicisme social. Le pape Léon XIII, qui avait fait connaître son point de vue sur les droits de l’Église en France et exposé ses vues concernant la relativité des formes de gouvernement, avait fait l’éloge des pratiques du catholicisme social et exprimé ses doutes sur la pertinence du modèle français de réplique face au laïcisme ; comme de juste, il recommanda de constituer en Espagne une formation politique regroupant les catholiques des différentes tendances, à l’instar du Zentrumspartei allemand, qui s’était révélé d’une grande efficacité contre le Kulturkampf de Bismarck. De fait, ce ne fut qu’en Allemagne que les directives du Vatican en matière politique, quoique seulement officieuses, furent observées, avec un résultat évident, puisqu’en Allemagne, pays dont la population catholique n’atteignait pas 50 % du total, les catholiques réussirent à faire admettre un compromis propice et durable, à la différence de la France, où les catholiques s’évertuaient à reconstituer un passé idéalisé, et où, en dépit d’une majorité catholique, fut accomplie une mise à l’écart institutionnelle complète de la catholicité.
L’Asociación Católica de Propagandistas doit son existence à un groupe de membres de la congrégation mariale du Bon Conseil et de saint Louis Gonzaga (connue sous l’appellation « les Luises ») de Madrid, réunis le 4 novembre 1908 à l’initiative du père jésuite Ángel Ayala. Le souhait que le nonce du Saint-Siège en Espagne, Antonio Vico, avait exprimé à l’adresse du père Ayala portait sur la fondation de Jeunesse catholique espagnole (en espagnol Juventud Católica Española) ; cependant, le groupement se choisit pour nom Asociación Nacional de Jóvenes Propagandistas, soit littér. Association nationale de jeunes propagandistes. 
Au moment de sa fondation, l’ACNdP se composait de 18 jeunes gens, dont la première activité consista à se lancer dans une campagne « quasi-quichottesque » — selon le mot d’un auteur — de réunions publiques de propagande sociale-catholique à travers toute l’Espagne.
En ce qui concerne l’identité des premiers sociétaires, il apparaît hautement malaisé de trouver les données biographiques pertinentes sur nombre d’entre eux, hormis logiquement le père Ángel Ayala et Ángel Herrera Oria et quelques autres membres de la première heure ayant joué ultérieurement un important rôle politique, tels que Lamamié de Clairac, Jaime Chicharro, José Manuel de Aristizábal, ou José Palanco. De beaucoup de ces membres fondateurs, c’est à grand peine que les noms et quelques données de base ont pu être déterminés.

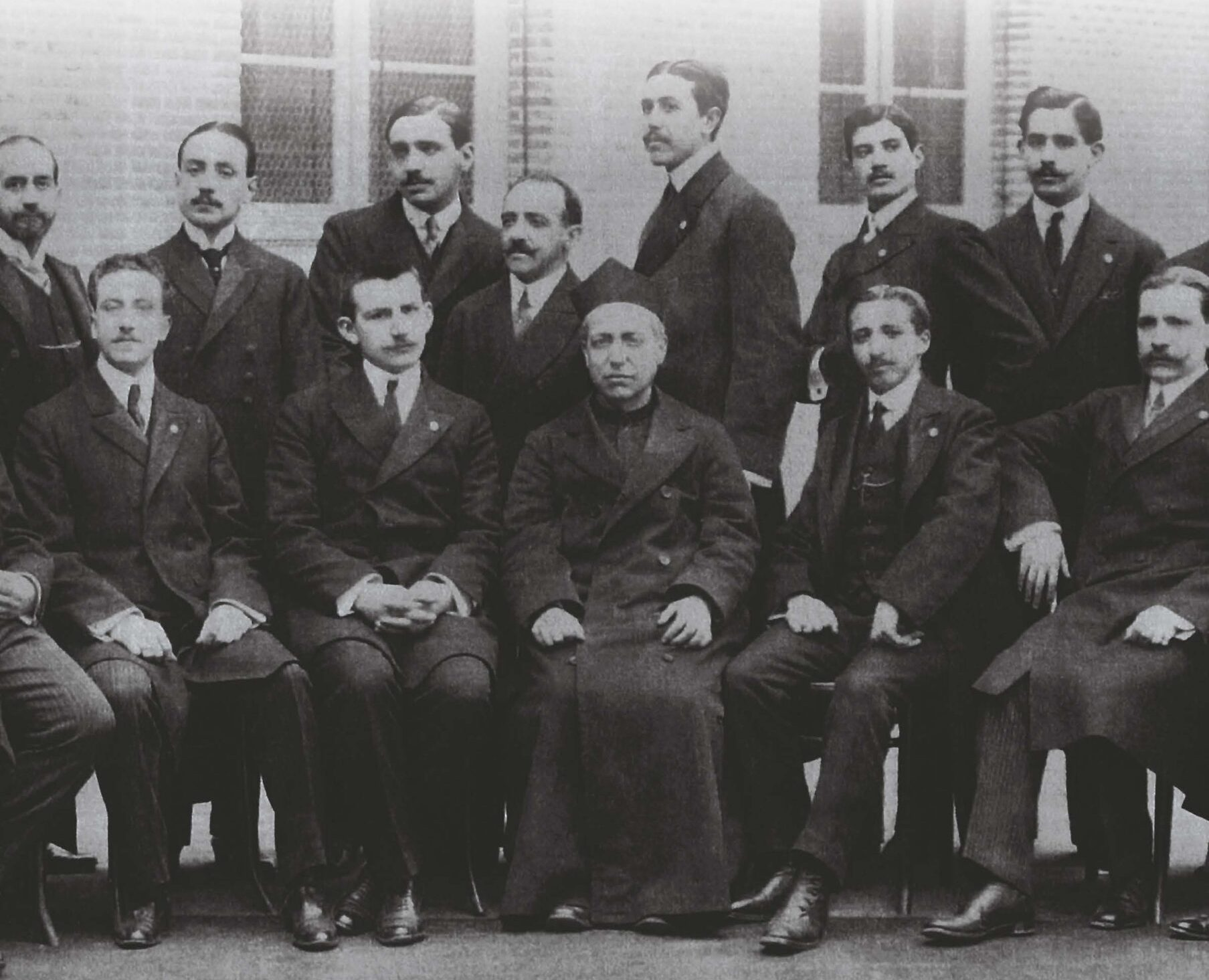
Ángel Ayala (assis, au centre), entouré des premiers propagandistas dotés de leur insigne, peu après la création de l’association en 1909.

Il existe d’autre part quelque confusion quant à la date de fondation de l’Association, vu qu’il y eut en quelque sorte deux moments « fondateurs » : la première réunion convoquée par le père Ayala en novembre 1908, et la cérémonie d’apposition des insignes par le nonce Vico en décembre 1909, étapes qui ont été désignées respectivement par moment constitutif (1908) et moment inaugural (1909). Le moment constitutif correspond à l’acte par lequel le fondateur, le père Ayala, convoqua au collège d’Areneros, alors encore en construction, un premier groupe de huit membres de la congrégation mariale des Luises. À noter que sous son mandat à la direction des Luises, Ayala avait eu à cœur de rénover et de revivifier la congrégation, qui à certains égards avait dégénéré en une sorte de salon culturel, et s’y était employé sur trois plans : la vie spirituelle ; la mise en œuvre de sa méthode particulière de sélection et formation des jeunes gens ; et la projection dans la vie publique. En novembre 1908, Ayala convia par lettre un groupe sélectionné de ses anciens congréganistes à se réunir dans une salle du collège d’Areneros (établissement alors aux mains des jésuites) et de l’ICAI naissante (devenue depuis université pontificale de Comillas, ICADE-ICAI), rue Alberto Aguilera à Madrid,,. Tout au long de l’année 1909, Ayala s’attacha à sélectionner encore d’autres congréganistes des Luises jusqu’à ce qu’il eût formé le groupe des 18 premiers jeunes propagandistas, dont l’enrôlement allait être scellé formellement pendant la cérémonie inaugurale solennelle de l’ACNdJP le 3 décembre 1909, en l’église de l’Immaculée-Conception-et-de-Saint-Pierre-Claver, église titulaire de l’ICAI, inaugurée ce même jour. Lors de cette cérémonie fondatrice, la nouvelle association désigna son premier président, en la personne d’Herrera Oria,.
Dès les années précédant ces moments fondateurs, des élèves congréganistes avaient été sélectionnés en fonction de critères tenant, selon les propres dires d’Ayala, à « leurs aptitudes oratoires, leur talent et leur esprit ». Avec ce groupe choisi de congréganistes, Ayala procéda à un intense entraînement, essentiellement centré sur les techniques oratoires, tant orales qu’écrites, et grâce auquel ce groupe allait faire office de « vivier » de l’ACNdJP. Suivant ce qu’indique Ayala lui-même, « La formation première se réduisait à : des exercices de composition oratoire, de déclamation, de discussion, de critique littéraire ». Plus loin, il précise :

« On les exerçait en déclamation, ce pour quoi on allait jusqu’à faire usage du podium. On les exerçait à la discussion publique, aux exercices littéraires, à la critique artistique. On répétait les exercices quand on pouvait, en public et en privé. Dans l’activité, on en revenait toujours aux mêmes sujets. Le plan était de préparer les élus à l’apostolat public. Cependant, il n’y avait de plan ni social, ni religieux, ni moins encore politique, vu qu’il ne pouvait pas y en avoir. »

De la sorte, Ayala avait eu, durant son mandat de cinq années à la tête de la congrégation mariale, tout le loisir d’apprendre à connaître ses élèves et de les mettre à l’épreuve, et tous avaient participé, seuls ou en groupe, à plusieurs événements publics de la Congrégation dès avant la réunion constitutive de novembre 1908. Le nonce lui-même, avant d’apporter son appui à la fondation de l’ACNdJP et à ses premières activités, avait connu directement les futurs propagandistas.
Une fois promus propagandistas, les congréganistes choisis accomplirent, en guise de surcroît d’entraînement, leurs premières activités publiques d’une part aux Luises, sous la forme de soirées littéraires, et d’autre part au moyen de l’hebdomadaire Hojas sueltas (littér. Feuillets détachés), activités préfigurant les ultérieurs rassemblements social-catholiques et le futur développement du journal El Debate. Les soirées littéraires ou musico-littéraires, qui étaient organisées au salon-théâtre de la congrégation par Ayala, avec le concours des Luises, dans le but de couvrir les dépenses des deux patronages d’aide sociale que la congrégation avait sous son égide, consistaient en règle générale en une conférence sur un thème socio-religieux, entrecoupée de différentes pièces de musique classique et de déclamations de fragments de poésie, de romans ou de théâtre, et se terminant par une séance de discussion, où l’on débattait sur un sujet de nature sociale ou religieuse. Lesdites conférences avaient pour thèmes, entre autres, « Le bon exemple dans la vie privée est le fondement de toute influence sociale chrétienne », ou : « L’apostolat de presse le plus fructueux et le plus facile pour les Congrégations mariales consiste en la publication et diffusion de feuilles populaires », ou encore : à propos du « féminisme ».
Quant à la préparation à la propagande écrite, les congréganistes avaient fait leurs premières armes dans l’organe de la section de diffusion de la congrégation, à savoir les Hojas sueltas, gazette constituée de quelques feuillets hebdomadaires, lancée par Ayala et vouée à la diffusion de la foi catholique. Cette publication atteignit en 1907 un tirage annuel de 2 735 000 exemplaires et bénéficiait d’une ample distribution dans plusieurs régions d’Espagne, par voie d’abonnement, mais aussi par vente directe dans la rue ou par la pratique du porte-à-porte à travers le réseau des Luises, et réussit ainsi à avoir un certain retentissement social et médiatique, pouvant donc en ce sens être considéré comme préfiguration ou embryon du futur El Debate. En ce qui concerne le contenu, les Hojas sueltas contenaient un ensemble d’articles anonymes à tonalité plutôt satyrique, avec parfois une teinte humoristique, celle-ci se manifestant notamment par la caricature figurant dans la vignette d’entête et ciblant des personnalités politiques comme Canalejas, Romanones, etc., ainsi que certains périodiques réputés anticléricaux, comme Heraldo de Madrid, El País, El Liberal, etc. Une rubrique proposait en outre des romans et des nouvelles fragmentés en feuilletons.

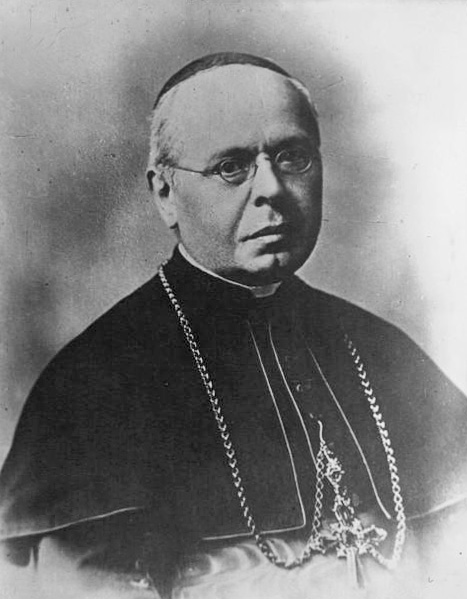
Le nonce apostolique Antonio Vico, à l’instigation de qui fut fondé l’ACNdP.

Une action du groupe s’apparentant davantage à de l’agitation fut la campagne de boycott menée entre 1908 et 1909 par Hojas Sueltas contre les publications anticléricales, lors de laquelle les lecteurs catholiques étaient invités à s’interdire d’acheter les journaux ayant été taxés d’anticléricalisme par les évêques espagnols. L’hebdomadaire poursuivit son existence jusqu’à début 1909, c’est-à-dire jusqu’après la fondation de l’ACNdJP.
Quoiqu’anonyme, le journal Hojas sueltas ne dissimulait pas ses liens avec les futurs propagandistas, à telle enseigne qu’en septembre 1908 plusieurs d’entre eux (nommément : Montalvo, Palanco, Bofarull et Gómez-Roldán) participèrent à la 2e Assemblée nationale de la Bonne Presse tenue à Saragosse, et ce en représentation expresse de la congrégation des Luises de Madrid et de son organe hebdomadaire Hojas sueltas. Devant ladite Assemblée, Gómez-Roldán préconisa la création de « Ligues d’acheteurs catholiques » dans le but de boycotter économiquement la « mauvaise presse » par le truchement de ligues locales fédérées en comités directeurs. Palanco y exposa le programme qu’eux-mêmes venaient de mettre en œuvre : 1) publication de feuilles hebdomadaires populaires ; 2) événements littéraires privés dans des Académies de lettres pour divertir ses membres ; 3) événements littéraires publics, « dont la visée est de développer un périodique, allant de l’article de fond jusqu’aux petites annonces, sans omettre le feuilleton, les nouvelles et les dépêches » ; et 4) concours littéraires.  
L’objectif poursuivi originellement par le groupe était indéniablement social-catholique, comme le furent également ses premières réunions publiques, en conformité du reste avec l’article 1 du règlement de l’Association, lequel énonçait : « La finalité de la présente association est la propagande sociale-catholique »,. De ces réunions publiques, les jeunes propagandistas en organisèrent plus d’une centaine au cours de la seule année 1910. Au commencement de 1911, l’ACNdJP comptait déjà une cinquantaine de sociétaires et onze centres locaux à Madrid, Séville, Huelva, Cadix, Grenade, Badajoz, Valladolid, Vitoria, Bilbao, Murcie et Palencia. En ce qui a trait au profil idéologique et politique des propagandistas, le provincial des jésuites, le père José María Valera, affirma qu’au début de 1911, il n’y avait que « [...] 3 intégristes et 10 carlistes ; les 37 restants  sont indépendants ; et chez eux, nul n’est chef ; il y a seulement plusieurs secrétaires ». Intégristes, traditionalistes ou carlistes étaient donc très minoritaires, ce que tend à prouver également le fait que les hommes politiques intégristes traitaient avec méfiance tant les jeunes propagandistas que le père Ayala lui-même.

## Objectifs

### Finalités statutaires
Les statuts de l’Association furent rédigés, est-il supposé, au cours de l’an 1909 par le fondateur Ángel Ayala, et modifiés ensuite sur quelques points, notamment par Ángel Herrera (qui était juriste de son état). La section ‘Finalités’ (« Fin », en espagnol) de ces statuts s’énonce comme suit :

« Finalité

Article premier. Le but de la présente Association est la propagande catholique dans le champ social et politique.

Article deuxième. La propagande de la présente Association sera pénétrée de l’esprit chrétien, à travers les pratiques de piété et l’impératif surnaturel du propagandiste.

Article troisième. La devise de la présente Association sera : Omnia possum in Eo qui me confortat. »

En 1925, Herrera Oria commenta que « les finalités de l’Association sont des plus vastes, puisque, d’après l’article premier de nos Statuts, elles englobent toute la vie publique ».
La stratégie de l’ACNdP s’exerçait à travers un éventail de structures créées dans un but de projection du catholicisme dans la société.

### Champ d’action privilégié: l’enseignement scolaire

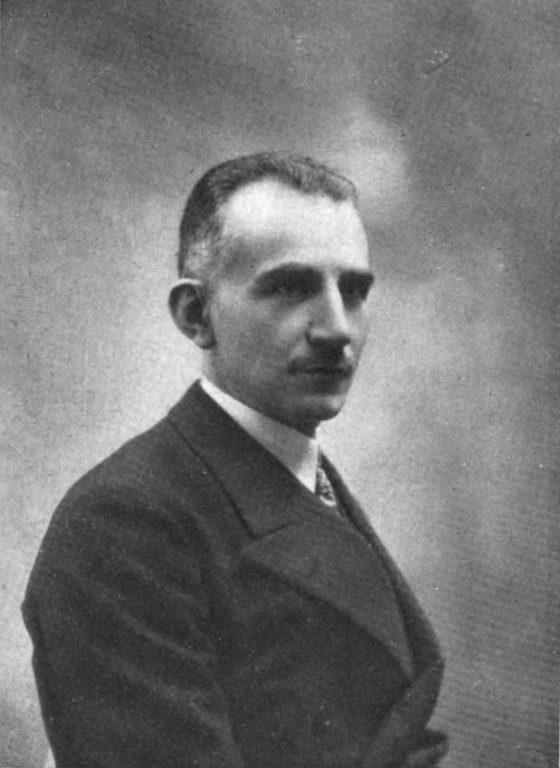
Ángel Herrera Oria, premier président (1909 à 1935) de l’ACNdP.

En février 1913, le gouvernement Romanones annonça envisager de supprimer l’obligation de l’enseignement du catéchisme dans les écoles primaires publiques (cette obligation avait déjà été abolie pour le baccalauréat par le gouvernement Sagasta en 1895). Le 25 avril fut signé le décret portant exemption de catéchisme pour les enfants dont les parents avaient déclaré ne pas professer la religion catholique. Le contenu de ce décret mettait donc la bride au projet d’abolitionnisme général, que la coalition républicaine et socialiste avait pourtant formé en vue de laïciser intégralement l’instruction publique.
Face à cette tentative, le journal El Debate et toutes les forces catholiques mises en alerte se mobilisèrent, décidant d’organiser un grand rassemblement en défense de l’enseignement catholique. Pour couper court à cette mobilisation, le président Romanones accomplit deux démarches tactiques, l’une devant le Saint-Siège, obtenant que la nonciature demande que le rassemblement de masse projeté soit différé moyennant que le gouvernement donne des garanties suffisantes, et l’autre auprès de l’évêque de Madrid, en lui fournissant les garanties demandées par Rome. Il en résulta que ce qui devait être un rassemblement monstre fut reporté sine die.
Un mois seulement plus tard, une nouvelle tentative du gouvernement Romanones se fit jour qui allait dans le même sens (la laïcisation de l’enseignement scolaire), à savoir la mise sur pied d’un Corps organique d’inspecteurs de l’enseignement primaire (intitulé espagnol Cuerpo Orgánico de Inspectores de la primera enseñanza), corps unique, centralisateur et vertical, qui plaçait sous l’autorité exclusive du ministère de l’Instruction publique (qui avait été institué en 1901) tous les niveaux et toutes les filières de l’enseignement primaire, tant de l’école publique que privée.
Le 18 mai 1913, Herrera Oria prononça un discours dans la salle de conférences du journal El Debate, où il dénonça, au regard des grands principes sociopolitiques, l’attaque que ce décret centraliste, « créature de l’Institution libre d'enseignement », dirigeait contre le juste droit d’initiative de la société civile et contre le droit de la famille en matière d’éducation et d’enseignement. L’Institution libre d'enseignement (ILE) s’étant rendue « maîtresse du ministère de l’Instruction publique », le décret, arguait Herrera, faisait de l’école normale de facto une « chasse gardée des heureux mortels de l’Institution » et permettait à cette dernière de réaliser son rêve initial de 1876.
La presse anticléricale, en particulier celle du « Trust », passa la conférence d’Herrera sous silence, ainsi que celles données alors à Madrid par Manuel Siurot. L’on déconseilla aux élèves de l’École normale (Escuela Superior del Magisterio), pilotée par l’ILE, de suivre le cours organisé par El Debate sur ledit décret, au motif qu’il s’agirait d’une simple « question politique » sans grande portée.
Herrera Oria invoqua la liberté d’enseignement, qui ne comporte pas uniquement une dimension religieuse, mais aussi fondamentalement politique, et véhicule une prémisse culturelle d’importance décisive, affectant le champ tout entier de l’instruction publique :

« La bannière de la liberté d’enseignement [requiert] que l’enseignement secondaire et l’enseignement supérieur, aujourd’hui monopolisés par l’État, retournent à la société, à laquelle ils incombent. »

Ni l’État, ni les gouvernements, ni les partis politiques n’ont un quelconque droit d’imposer leurs seules normes, leur seule doctrine, leur seul manuel éducatif, estimait l’ACNdP. Dans le domaine de l’enseignement, il y a lieu de laisser la société, et en son sein la famille, déployer sa capacité d’enseignement, sans étouffer la puissante subjectivité créatrice dont chacune dispose. Dans le champ de l’enseignement et dans le champ général de la culture doit prévaloir le principe suprême de la subsidiarité étatique, lequel énonce que l’État n’est pas habilité à entraver, ni à réduire, moins encore à éliminer, le principe pareillement central de la participation citoyenne. En matière d’éducation, le rôle de la famille est primordial, naturel et irremplaçable. « La municipalité, la province, la région et l’État doivent », écrit Herrera, « respecter le champ d’action de toutes les sociétés qui leur sont subordonnées et ne doivent intervenir que pour suppléer à l’insuffisance de celles-ci ». Herrera et les propagandistas, sans jamais rejeter à priori l’action de l’État ni récuser sa fonction d’initiateur et d’éventuel suppléant dans le domaine éducatif, se donnaient pour devoir de combattre les abus de certains gouvernants. L’État n’a pas à avoir le monopole suprême de l’enseignement, car :

« L’enseignement est un droit des parents, qui n’appartient en aucune manière à l’État omnipotent et tyrannique. Compte tenu que ce droit revient à la famille, l’école doit poursuivre le travail d’instruction et d’éducation tel que souhaité par les parents, et non la formation intellectuelle et morale qu’à l’heure actuelle l’État dispensateur d’enseignement impose. »

En ce qui concerne l’enseignement religieux à l’école, Herrera postulait le droit des parents et des éducateurs à l’enseignement de la religion, dont l’exclusion des programmes d’études représente

« un outrage à la mémoire et à la conscience du genre humain, et une disposition contraire à l’esprit scientifique et à la finalité elle-même de l’école, [attendu que] la religion est le centre autour duquel gravitent toutes les activités humaines. »

Aux yeux d’Herrera, il incombe aux propagandistas de constituer des associations nationales de maîtres d’école, mission à laquelle les catholiques avaient jusque-là négligé de s’atteler. En outre, il fallait s’acheminer vers

« la mise en place d’une corporation de maîtres catholiques, forte et puissante, socialement et économiquement, avec des secours mutuels en cas de maladie ou de décès, avec un collège d’orphelins, une assurance-vieillesse, des cours de formation complémentaire et de perfectionnement, une maison à Madrid pour les maîtres passant un concours, des bibliothèques, une coopérative d’édition de matériel et de livres, etc. »

L’ACNdP se pencha également sur le sort des maîtres dans les écoles privées, faisant le constat que l’enseignement privé, en son premier échelon,

« ne produit pas, à cause d’une mauvaise organisation, le résultat qu’il devrait. [...] Les maîtres sont misérablement rémunérés et les enfants sont entassés dans des locaux exigus. [...] Il ne pourra se substituer à l’officiel, quand même il lui est complémentaire. »

Herrera insistait sur l’urgence qu’il y avait à organiser les instituteurs en associations :

« Aucune des associations actuelles réservées aux maîtres nationaux ne présente de caractère confessionnel explicite, et la même chose vaut pour les deux associations d’inspecteurs. [L’Asociación Nacional del Magisterio primario] se compose de 400 associations de district, avec quelque 14 000 affiliés, au règlement de laquelle figure un article établissant que les actes et dispositions véhiculant des tendances politiques ou ‘religieuses’ sont totalement étrangers à l’Association, article inspiré de l’article 15 des Statuts régissant l’Institution libre d’enseignement. [...] Dans les règlements de l’Union régionaliste des maîtres, de l’Association des maîtres des écoles normales de Madrid, etc., etc., il n’y a nul précepte affirmatif de confessionnalité... »

## Positionnement

### Apolitisme de principe et «accidentalisme»
L’ACNdP était, et est encore au XXIe siècle, une entité singulière et, selon l’un de ses présidents, Francisco Guijarro, malaisée à appréhender du dehors. Pourtant, les clefs d’interprétation n’ont rien de particulièrement complexes, et l’association ne présente aucune propension à la dissimulation, vu que les positionnements des sociétaires sur différentes questions importantes se trouvent exposés explicitement dans les pages de ses bulletins. Les caractéristiques spécifiques de l’ACNdP peuvent s’énumérer comme suit : la romanité de ses origines ; sa subordination aux points de vue de la hiérarchie de l’Église ; l’acceptation des pouvoirs constitués ; et la volonté d’une projection sociale du catholicisme, but que l’on se proposait d’atteindre à travers des organes créés spécialement à cet effet. Ces règles étaient applicables indépendamment de la nature des régimes politiques en place.
L’ACNdP n’était pas par nature une association à visée politique, toutefois ses membres pouvaient, voire devaient s’engager politiquement, selon leurs aptitudes et en fonction de ce qu’exigeaient les circonstances. Le règlement original de l’ACNdP, daté, d’après José Luis Gutiérrez, de 1909, stipulait en son article 11 :

« Les propagandistas pourront appartenir à un parti politique, quel qu’il soit, mais devront garder leur liberté d’action et de vote, sous la forme indiquée dans les Normes du Saint-Siège à l’intention des catholiques espagnols. »

Les mêmes statuts stipulaient en leurs articles 12, 17 et autres que les membres des conseils de l’Association et les secrétaires des Centres ACNdP ne pouvaient appartenir à aucun parti politique ni occuper de charge publique sans autorisation du Président. La promesse faite par Martín-Sánchez de « ne s’affilier à aucun parti politique ni d’occuper aucune charge publique » a été publiée dans le Boletín de l’ACNdP.
La Déclaration de 1924 redéfinissait les normes de l’Association quant à la liberté personnelle du propagandista d’évoluer dans le champ de la politique et de la vie publique. Cette liberté était désormais sujette à deux conditions générales : le propagandista ne représente ni n’engage l’ACNdP, et doit, dans son action, rester fidèle à la doctrine sociale de l'Église.
S'il est indéniable que l’ACNdP présentait un penchant antilibéral, dirigé tant contre le libéralisme économique que contre les aspects les plus laïcistes du libéralisme politique espagnol de l’époque, ce trait particulier était cependant commun à l’ensemble du catholicisme social espagnol à ses débuts, et donc nullement spécifique à l’intégrisme. De fait, l’ACNdP répudiait la position maximaliste du catholicisme plus intégriste, et admettait l’option d’un parti politique libéral, comme l’était p. ex. le parti de Maura. On constate que dans les décennies 1920 et 1930, des propagandistas allaient embrasser différentes tendances politiques, dont le carlisme (Marcelino Oreja (es), Víctor Pradera, José María Pemán), le nationalisme basque (José Antonio Aguirre), le monarchisme alfonsin (José María Gil-Robles), etc.
L’ACNdP s’était d’emblée assujettie aux consignes pontificales de Léon XIII, lesquelles allaient déterminer l’attitude dite de l’« accidentalisme » (acceptation des formes du gouvernement en place à tel moment) et du « possibilisme » (essayer de tirer de ces formes le meilleur parti au bénéfice du bien commun), attitude à l’origine de dissensions avec les catholiques plus intégristes, comme en témoigne la démission du cofondateur José María Lamamié de Clairac. Cette position d’ouverture, sans renoncement à la tradition chrétienne, se traduisit, dans le domaine social, par le soutien constant que l’ACNdJP apporta au Groupe de la Démocratie chrétienne (Grupo de la Democracia Cristiana, groupe d’intellectuels chrétiens) de Severino Aznar.
Comme finalité statutaire, l’ACNdP poursuivait aussi un but d’unité des catholiques en matière sociale et politique, en accord avec ce qu’avait demandé Léon XIII dans son Cum multa et Pie X dans sa missive Inter catholicos hispaniae de 1906, et l’ACNdJP et le journal El Debate avaient fini par faire du thème de l’« union des catholiques » autour d’un « programme minimal » l’une de leurs revendications les plus impérieuses, surtout à partir de 1913. La cause des incertitudes et des interprétations divergentes au sujet de leur identité — certains commentateurs affirmant, dès les années de fondation, que l’ACNdJP se composait de catholiques antidynastiques, d’autres au contraire la voyant plutôt comme une association de catholiques proches du conservatisme libéral de Maura et disposés à s’incliner devant diverses modernisations, tant dans le domaine social que politique — réside justement dans ce qui était l’un des objectifs premiers de l’Association, à savoir le but assez complexe de réaliser l’« union des catholiques », si divisés et opposés les uns aux autres dans l’Espagne d’alors, cela s’ajoutant à la confusion engendrée par l’amorce de mise en application de l’« accidentalisme » et du « possibilisme ». Au début des années 1960 encore, Herrera Oria se déclarait adverse à la funeste division en deux Espagne et affirmait la nécessité de son dépassement par le biais d’une « Troisième Espagne », dont il voulait voir des représentants dans les figures de Jovellanos, Cánovas ou Menéndez Pelayo et dont lui-même se considérait partie prenante,,.
Il n’y eut jamais au sein de l’ACNdP une seule et unique tendance politique, des points de vue politiques différents s’y faisant jour quant à l’attitude à adopter face à la réalité espagnole du moment, et opposaient p. ex., dans les débuts du régime de Franco, d’une part le collaborationnisme « évolutionniste » d’Alberto Martín-Artajo ou de Joaquín Ruiz-Giménez (et de Herrera Oria), et d’autre part la vision plus « immobiliste » défendue par Martín-Sánchez, président de l’Association. Dans le même temps, plusieurs propagandistas notables prenaient leurs distances vis-à-vis du nouveau régime, en établissant des liens avec José María Gil-Robles ou en s’affiliant à l’Association espagnole de coopération avec l’Europe, autour de laquelle allait surgir le groupe d’opposition au régime présent à la réunion de Munich en 1962. Cependant, la position de rupture avec le régime demeura toujours minoritaire, et d’autres propagandistas de cette même époque, comme Fernando Martín-Sánchez, Blas Piñar et Adolfo Muñoz Alonso, se manifestaient expressément comme des partisans du régime franquiste.
Des propagandistas engagés dans les institutions politiques du franquisme avaient conçu — avec l’assentiment explicite de Martín-Artajo, Fernando María Castiella, Alfredo Sánchez Bella, Federico Silva Muñoz et Luis Sánchez Agesta, et également, pendant un certain temps, de Ruiz-Giménez — un projet visant, dans le prolongement de la tendance corporatiste catholique de la décennie 1930 et en accord avec les dispositions de la Loi sur les principes du Mouvement national de 1958, la mise en application réelle et effective du contenu de ladite loi. Étaient concernés ici en particulier le Principe VIII de cette loi prevoyant une plus grande participation dans les décisions par la voie des tiers familial, municipal et syndical (les trois piliers de la démocratie dite organique), et le Principe VI postulant la reconnaissance d’« institutions et de corporations d’autre type », postulation à laquelle les éditorialistes du journal Ya se plaisaient à se référer fréquemment. Rappelons que Herrera Oria autant que Martín Sánchez s’étaient montrés critiques vis-à-vis du corporatisme fasciste, le considérant non comme un développement naturel organique, mais comme une créature de l’État, à la différence du corporatisme catholique, qui se proposait de mettre en place des institutions surgissant de façon naturelle. Le désaccord ici portait en dernière analyse sur le rôle que devait tenir l’État.
Quant à l’éventuelle reconnaissance d’autres forces politiques, dans le sens du Principe VI, la condition essentielle était, avec certaines nuances, que les formes organiques continuent de conformer pour l’essentiel le système représentatif, et que les partis politiques, qui pourraient bénéficier d’une forme de reconnaissance, n’en viennent pas à monopoliser la représentation, mais ne soient autorisés à intervenir qu’à titre complémentaire, à l’effet de dynamiser la politique. La question primordiale pour les propagandistas était donc l’authentification de la représentation organique,. Chez beaucoup, cette position suscita de vives espérances, car elle ouvrait la possibilité de mettre en place des formes politiques inédites, qui, tout en ménageant une place à un système de libertés, enlèverait aux partis traditionnels une bonne part des pouvoirs, pour en octroyer au contraire aux corps intermédiaires de la société.
En cause ici était l’interprétation de ce que devait être le régime, proposée par un ensemble d’individus en quête du perfectionnement dudit régime par une exploitation maximale des possibilités offertes par la législation en vigueur. D’une grande clarté à cet égard est le texte publié par le propagandista Luis Sánchez Agesta dans le numéro 3 du mensuel Cuadernos para el diálogo paru le 1er octobre 1963, où l’auteur, quoique doutant de la possibilité de se passer des partis, rejetait l’éventualité de reproduire le modèle ayant prévalu en Espagne jusqu’en 1936, où les partis jouissaient du monopole de la représentation politique. La conférence prononcée par Ruiz-Giménez à l’ACNdP, puis publiée dans le Boletín le 15 septembre 1964, était une critique ouverte et argumentée tant de ceux qui s’enfermaient à l’intérieur du système que de ceux qui professaient le désespoir de le voir jamais évoluer. La rupture implicite de Ruiz-Giménez avec le projet corporatiste signifiait aussi un désaveu de la position officieuse de l’ACNdP telle que défendue par d’autres propagandistas comme notamment Alfredo Sánchez Bella. Cependant, la déception devant le peu d’évolution politique du régime devait finir par affecter nombre de ceux qui avaient cru dans les possibilités de la voie organique et par inciter ceux-ci à le manifester de plus en plus ouvertement. Pourtant, le groupe politique propagandista continua de s’en tenir majoritairement au vieux principe de loyauté envers le régime en place, tout en œuvrant pour son perfectionnement et pour son évolution politique.

### Vision sociale

#### Doctrine sociale de l’Église
Herrera Oria s’était avisé que nombre de catholiques étaient ignorants de la doctrine sociale de l'Église :

« Les vérités sociales contenues dans la doctrine du Christ sont ignorées, non seulement par les incroyants, mais aussi par un grand nombre de catholiques. Les préceptes évangéliques relatifs à la perfection individuelle et familiale sont connus et pratiqués par beaucoup. Mais les préceptes sociaux sont méconnus, parce que l’on n’a pas encore vu au monde une société organisée en accord avec la norme évangélique, et même les sociétés les plus chrétiennes sont encore loin de réaliser l’idéal de la victoire de la justice et de la charité. »

Une caractéristique de la doctrine sociale de l’Église mise en exergue par Herrera est qu’elle sait faire la distinction entre principes recteurs, généraux, d’une part, et procédures singulières, particulières, propres à toute réforme concrète, d’autre part ; « ceux-là sont parfois profondément révolutionnaires ; ceux-ci sont évolutifs », souligne-t-il.
La clef et le fondement ultime du travail apostolique auquel le catholique séculier peut se vouer sont, selon Herrera, constituées par « les normes contenues dans l’Évangile » et les « préceptes évangéliques sociaux », qui serviront effectivement de source, de gisement, d’épitomé, de référence radicale et dernière, et de substrat permanent de la dynamique opérationnelle de l’ACNdP, c’est-à-dire des efforts qu’elle fournit en tant qu’institution religieuse, pour évangéliser, propager l’Évangile, de le projeter sur les événements temporels quotidiens de la vie publique en Espagne ; il ne doit pas y avoir, selon Herrera, d’autre motif, ni d’autre racine à l’action de l’ACNdP.
Le 20 février 1932, dans une allocution prononcée à Zamora à l’occasion de la création d’un nouveau centre ACNdP dans cette ville, Herrera dénonça « l’abandon dans lequel se trouvent les classes humbles » et réaffirma la nécessité d’étudier et d’appliquer la doctrine sociale de l’Église. Herrera avait une prédilection pour les encycliques Libertas Præstantissimum de Léon XIII et, surtout, Rerum novarum, avec sa « sollicitudo rei socialis », c’est-à-dire la sollicitude à résoudre la question sociale. Il note dans un texte publié par El Debate en février 1933 :

« Attentifs, par de sages et opportunes évolutions, à prévenir la révolution, nous avons pénétré de fort bonne heure, d’un pied décidé, dans le champ social, et avons pris des positions aux côtés de ceux qui, hommes de leur siècle et hommes animés de l’esprit de l’Église, aspiraient à une distribution plus juste de la richesse produite. [...] La droite espagnole méritera des châtiments du Ciel plus sévères encore, si elle n’affûte pas son entendement et ne se réveille, et si elle ne se dispose à porter sur les voies juridiques la soif de justice qui lancine ceux qui vivent de leur travail, hommes bons et honnêtes en leur immense majorité, et chrétiens, en leur immense majorité également, du moins de sentiment. Refuser de collaborer à la réforme serait plus qu’un délit social, un grave péché. Ce serait se fermer à la voix du Vicaire du Christ sur la terre. »

S’il est vrai que dans leur ensemble, les propagandistas ont apporté leur concours à l’institutionnalisation du régime franquiste et se sont montrés partisans d’un État fort, ils furent en revanche amenés, en vertu de la doctrine sociale chrétienne et du principe de la primauté de la personne humaine, à prendre leurs distances vis-à-vis des éléments de la Phalange, plus enclins aux idéologies de nature paienne.

#### Corporatisme
Sous la République, l’une des solutions dont les milieux de droite étaient majoritaires à penser qu’elle serait à même de résoudre les problèmes sociaux de la société espagnole était la réforme corporatiste de l’État, par quoi l’on pourrait concilier entre elles les forces productives jusque-là antagonistes. L’instauration d’un régime corporatiste impliquait l’organisation, totale ou partielle, de la société autour des catégories professionnelles. En 1917, Herrera tenait pour certain que la société à venir verrait la victoire du corporatisme, qui affecterait non pas seulement les classes laborieuses, mais toutes les classes sociales. Cette modalité nouvelle de s’associer en syndicats allait faire l’objet d’analyses et de promotion par l’ACNdP au cours des années suivantes. Herrera prévoyait, comme actions envisageables dans ce cadre, l’organisation des classes supérieures sur le plan économique, les associations nobiliaires, le syndicalisme universitaire des étudiants et des professeurs, le syndicalisme agraire, les associations de fonctionnaires (compte tenu de leur singularité, qui est d’être dépendants de l’État pour leur emploi), et aussi le syndicalisme féminin. Herrera posait que « l’individu devra s’associer à ceux de sa classe pour obtenir équité et profit en toute matière qui serait objet de ses aspirations légitimes ».
Cependant, pour l’ACNdP, une condition préalable à la mise en place d’un tel système devait être le rétablissement de « l’unité morale de l’entreprise », comme « cellule de la corporation ». L’outil approprié permettant de fonder cette solidarité et de résoudre les conflits du travail sans pour autant compromettre la production était le « jury mixte », doté de pouvoirs de conciliation et de conclusion d’accords entre les partenaires sociaux. Quant aux syndicats traditionnels, l’État, arguaient les propagandistas, ne devait pas « en principe [...] absorber ni détruire les institutions syndicales que la société aurait librement formées », l’ACNdP allant même jusqu’à escompter qu’elles puissent devenir « la base des Corporations, sans quoi l’unité morale des entreprises ne pourrait pas se faire » ; sur ce point au moins, le corporatisme de la droite catholique se démarquait par rapport à la corporation de type fasciste. Toutefois, les pouvoirs publics seraient justifiés « à dissoudre ou à absorber les syndicats existants au cas où ceux-ci auraient de façon générale et permanente dévié de leur véritable nature et menaceraient ou perturberaient la paix publique, ou au cas où un monopole syndical de fait aurait privé [...] la société de la liberté d’association syndicale ».

## Outil de formation interne: les «Cercles d’étude»
Les Cercles d’étude (Círculos de Estudio), réunions hebdomadaires de propagandistas conférenciers, mentionnées à l’article 8 du Règlement fondateur, se tinrent certes à partir de 1908, c’est-à-dire depuis la première réunion des congréganistes des Luises au collège d’Areneros à Madrid, mais ne devaient fonctionner pleinement qu’à partir de la décennie 1920. Plus précisément, les Cercles d’étude, « discipline et gymnastique de l’intelligence », étaient des réunions périodiques, normalement hebdomadaires, des membres d’un centre ACNdP, axées autour de tel ou tel thème concret d’intérêt général et à l’actualité attestée, où les participants s’adonnaient à un examen systématique et collectif du sujet concerné, visant à une maîtrise intégrale de celui-ci dans la perspective de l’action subséquente, c’est-à-dire en vue d’organiser ensuite les campagnes que l’importance du sujet requérait. Cet objectif affiché de réaliser une formation intellectuelle d’application pratique, exigée par le travail de terrain, et non purement spéculative, est une caractéristique opérationnelle essentielle des Círculos. L’Osservatore Romano publia le 28 septembre 1922  un commentaire qui vantait les Círculos comme préparation à l’action, car constituant « une arène intellectuelle, une coopérative d’idées, sources de convictions fermes, écoles d’apostolat ». Il s’agissait de susciter des vocations et d’ouvrir des horizons aux jeunes gens, et d’éclaircir les idées, d’unifier les points de vue et de promouvoir des initiatives. Herrera Oria s’exprima comme suit sur les Círculos :

« Il faut d’abord approfondir la formation intérieure, pour ensuite agir avec efficacité dans la vie extérieure. Le grand moyen pour obtenir ce résultat sont les Cercles d’étude, où le nombre de participants ne doit pas trop dépasser les douze, et où il convient d’agir sans hâte, étant donné que les grandes œuvres requièrent la collaboration du temps. »

En septembre 1930, lors de la 17e Assemblée générale, un texte fut adopté relatif aux Cercles, qui énonçait :

« 1º Les Cercles d’étude de l’Association catholique nationale de propagandistes se proposent de réaliser la formation culturelle d’éléments aptes à la propagande catholique et à diriger des activités d’apostolat. [...]
 
3º Les Cercles d’étude de l’Association catholique nationale de propagandistes présentent un caractère double : doctrinal et technique. La formation doctrinale comprend la culture sociale et politique catholique du propagandista, et tend à établir chez les circulistas une pensée catholique et unanime, claire et définie, en rapport avec des problèmes fondamentaux d’ordre socio-religieux et politique. La formation technique fournit au propagandista la somme des données et connaissances nécessaires au déploiement des activités des membres dirigeants de l’Action catholique.
 
8º La participation active de tous ses membres est essentielle pour le fonctionnement des Cercles d’étude. La dissertation d’un de ses éléments, que les autres se borneraient à seulement écouter, a pour effet de dénaturer leur caractère véritable. »

Le Boletín, qualifiant les Cercles comme pièce nécessaire à la formation intégrale du propagandista, appelle à se garder d’en faire « une chaire. [Les Cercles d’étude] doivent travailler avec l’intervention de tous, mais sans pour autant dégénérer en salon ». Le propagandista « doit être un homme de l’ancien temps par la solidité et l’efficacité de sa formation religieuse, mais moderne par son adaptation aux nécessités et aux problèmes de l’heure ». En 1964 encore, Herrera Oria, nommé entre-temps évêque de Malaga, tint à rappeler que

« les Cercles doivent s’engager dans la voie de l’action pratique. Dans le Cercle, à l’instar d’un état-major, les opérations se planifient. On y choisit les hommes. On se pourvoit en moyens et l’on s’achemine vers l’action. »

En 1931, Herrera répondit ce qui suit à une demande d’information de la part du National Catholic Welfare Council américain : 

« Les Cercles d’étude sont la véritable œuvre de formation de l’Association, complément efficace, dans l’ordre intellectuel et actif, des pratiques pieuses, communions, retraites et exercices spirituels, et que nous réalisons collectivement et périodiquement. Les propagandistas de chaque centre se réunissent en vue du Cercle d’étude, ceux de Madrid autour du Président, et ceux des autres localités autour de leur secrétaire respectif. [...] Les réunions ont lieu une fois la semaine, et le thème proposé à l’étude est une encyclique pontificale. Le plan de tout le cours est rédigé au départ, et chacun des circulistas se charge de faire un exposé sur un ou plusieurs points, de telle sorte que le document papal puisse être assimilé par tous et qu’on fasse bien son profit du très-haut enseignement de celui-ci. [...] À la fin, dans les Cercles, on invite aussi à discuter, toujours de façon ordonnée et méthodique, de quelque question d’actualité. [...] Les Cercles commencent et s’achèvent avec les oraisons rituelles, et l’on donne lecture d’un chapitre de quelque ouvrage pieux, qui, au Cercle de Madrid, est l'Imitation de Jésus Christ. »

L’éventail thématique des Círculos englobait l’ensemble des sujets d’actualité fondamentaux dans le domaine social, politique, économique, historique, culturel et religieux, lesquels étaient examinés au regard de leur dimension philosophique, de l’enseignement à l’École normale, de la doctrine catholique, de la tradition espagnole, du droit comparé, et des données factuelles de chaque problème, perçues correctement et critiquement analysées. La connaissance des encycliques est obligatoire dans les Cercles, « afin de savoir bien la pensée de l’Église sur les problèmes actuels ». En particulier, on s’appliquait à étudier et à s’assimiler la doctrine sociale de l’Église, et en général les grands documents pontificaux, en approfondissant leur enseignement dans le but de la mettre en application, en la projetant sur la vie personnelle et sociale. Du reste, l’ACNdP s’employa à éditer les différentes encycliques, notamment en 1935, sous le titre de Colección de Encíclicas y otras cartas de los Papas (littér. Recueil des encycliques et autres missives des papes).
Les Cercles d’étude comportaient une section Actualités, dont un texte justificatif publié dans le Boletín de l’Association en 1934 soulignait l’importance particulière :

« La section Actualidades de la semana dans un Cercle d’étude peut être des plus importantes. Les différents propagandistas qui sont au front ou qui, pour le moins, travaillent dans diverses œuvres d’apostolat, exposent ce qu’ils ont réalisé dans le cadre de celles-ci. Ainsi, chaque propagandista connaît la marche des missions apostoliques de ses compagnons.

La section Actualidades est le contact des propagandistas qui assistent au Cercle avec la réalité. Pour les besoins de l’action — et n’oublions pas que l’esprit des propagandistas est cultivé de sorte à produire des fruits dans l’action —, la section Actualidades est de la plus grande importance. Les propagandistas viennent y rendre compte des différentes œuvres dans lesquelles ils travaillent. Ils exposent leurs plans, demandent le concours des compagnons, etc. Notre devise : ‘Une même façon de penser, de vouloir et d’œuvrer’, vaut spécialement pour ce dernier point, celui de l’action. »

## Modes d’action
Outre leur rôle au sein des organisations qui leur avaient été confiées, telles qu’Action catholique (jusqu’en 1959) et Caritas Espagne (où Jesús García-Valcárcel laissa son empreinte), les propagandistas déployaient des activités dans différents domaines d’action et selon diverses modalités. L’Association parvint à mobiliser les catholiques principalement au moyen de réunions publiques et par l’usage de la presse. 

### Réunions publiques et conférences
Des congrès et des rencontres étaient organisés sous les auspices de l’organisation Católicos y Vida Pública.

### Presse et édition

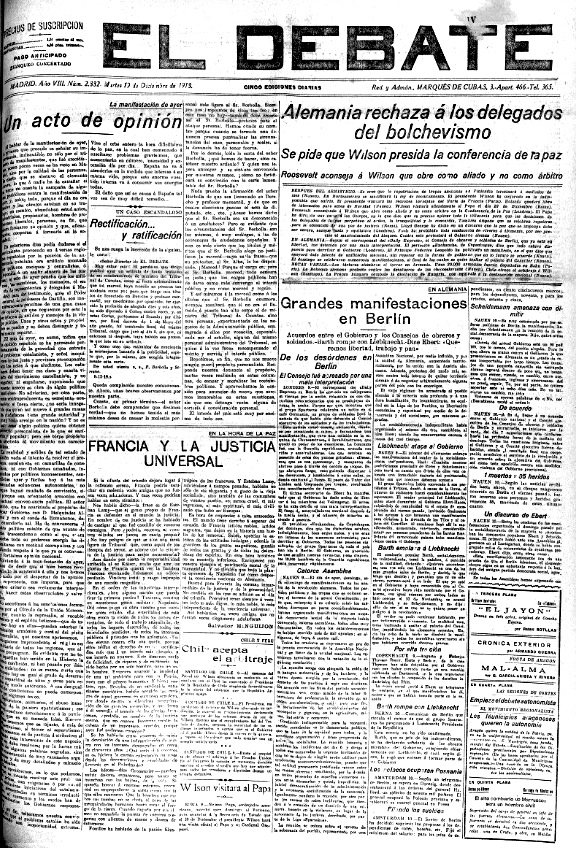
Une du journal El Debate, 1 janvier 1918.

Les principaux organes de presse de l’ACNdP étaient les quotidiens El Debate (depuis 1911) et Ya (1935), et le mensuel Cuadernos para el Diálogo (à partir de 1963). 
El Debate, créé en 1910 par le journaliste Guillermo de Rivas, fut vendu l’année même de sa première parution à l’ACNdP et placé sous la direction d’Ángel Herrera Oria en novembre 1911,. Plus tard, il passa aux mains d'Editorial Católica (es), groupe d’édition fondé en 1912 et destiné à prendre une importance notable dans le monde de la presse espagnole. Pendant la Première Guerre mondiale, le journal était subventionné par l’ambassade d’Allemagne et adopta une ligne éditoriale ouvertement favorable à l’Allemagne.
En 1929, le journal mit sur pied sa propre agence de presse, Logos, détenue ensuite par la maison d’édition Editorial Católica. Sous la République, le gouvernement décida à plusieurs occasions de suspendre l’activité du journal. Appartenant au même milieu que celui d’où surgit le parti Acción Popular, il devint le porte-voix officieux du successeur de celui-ci, la CEDA, coalition de droite qui remporta les élections de 1933. En 1935, Editorial Católica fit acquisition d’une imprimerie moderne sise au no 4 de la rue Alphonse XI à Madrid, où allait désormais s’imprimer El Debate, et aussi un quotidien vespéral nouvellement créé, Ya.
Il a été calculé qu’en 1931, El Debate tirait à un nombre d’exemplaires situé entre 60 000 et 80 000, et en 1936 à quelque 80 000 exemplaires. Son dernier directeur fut Francisco de Luis, qui avait succédé à Herrera Oria en février 1933. Quoique favorable aux thèses de la CEDA, le journal maintint une ligne éditoriale accidentaliste (d’acceptation du pouvoir en place), laquelle toutefois, avec le passage du temps, se brouilla progressivement pour déboucher sur une posture nettement antirépublicaine. Le dernier numéro parut le 19 juillet 1936, date à laquelle le gouvernement républicain, s’autorisant de la Loi de défense de la République, annonça la saisie du journal,.
La Guerre civile terminée, un groupe d’anciens rédacteurs et d’étudiants de l’École de journalisme, emmenés par Nicolás González Ruiz, publia le 28 mars 1939, c’est-à-dire aussitôt après l’entrée des troupes franquistes dans la capitale, un numéro spécial, cependant, par suite de l’interdiction faite par le nouveau régime de relancer El Debate, la maison Editorial Católica en recycla l’héritage dans le quotidien Ya, d’importance politique moindre.
De façon générale, l’action journalistique de l’ACNdP allait par la suite se déployer à travers tout l’éventail des périodiques d’Editorial Católica, lequel comprenait cinq quotidiens, à savoir — outre Ya de Madrid — Ideal de Grenade, Hoy de Badajoz, El Ideal Gallego de La Corogne, et La Verdad de Murcie. Les tirages de la presse quotidienne d’Editorial Católica se chiffraient, pour l’année 1965 et pour les trois premiers titres cités, à 130 000 (195 000 pour les éditions dominicales), à 20 000 et à 20 000 exemplaires respectivement, équivalant, pour l’ensemble du bouquet de publications d’Editorial Católica, à une part d’environ 60 % du tirage total de la presse liée à l’Église, et à 12 % de l’ensemble de la presse quotidienne espagnole. En comparaison, le tirage d’ABC et du journal Madrid s’établissait respectivement à 186 000 et 68 000 exemplaires, par quoi Ya occupait une place intermédiaire entre ces deux journaux. Quant à la maison d’édition Biblioteca de Autores Cristianos, en abrégé BAC, dont l’initiative revient à Herrera Oria, elle comptait parmi ses fondateurs José María Sánchez de Muniain et le général Máximo Cuervo Radigales, membre du Corps juridique militaire. Cependant, c’est Máximo Cuervo qui dirigea de facto la BAC depuis sa fondation et jusqu’à 1970, année où il fut remplacé par Muniaín.
Le premier ouvrage de la BAC était la Bible de Nácar & Colunga, parue en mars 1944. Depuis lors, la maison d’édition a produit une série de livres de commentaires et de manuels d’étude et de soutien pour la catéchèse, pour les célébrations et pour l’œuvre pastorale de l’Église, faisant du catalogue de la BAC une bibliothèque de base à l’usage du catholique pratiquant. Son objectif est de dispenser une formation chrétienne solide, appuyée sur les sources.  
Sous la dictature franquiste, le gouvernement déclara d’intérêt national les réalisations de la BAC, ce qui lui donna titre désormais à bénéficier de subventions lui permettant d’amortir ses coûts de production et de diffusion. En 1989, la Conférence épiscopale espagnole décida d’assumer cette réalisation éditoriale comme étant la sienne propre. 
En février 1958, le pape Pie XII reçut une délégation de la BAC, qui lui remit le 82e volume de la maison d’édition. Peu après, Radio Vatican rappela que 2 100 000 exemplaires avaient été imprimés et distribués dans le monde entier, dont 45 % sur le continent américain. En avril 1961, ce nombre s’était déjà accru à quatre millions d’exemplaires et à deux cents volumes, et en mars 1965, Herrera Oria, récemment nommé cardinal, remit au souverain pontife les 240 ouvrages de la BAC, représentant un total de 5 600 000 exemplaires. Paul VI qualifia l’éditeur d’« aristocratique par son contenu et démocratique par sa diffusion », soulignant qu’aucun autre pays ne pouvait s’enorgueillir d’une performance semblable.

### Formation et enseignement
Selon Herrera Oria, premier président de l’ACNdP :

« Sur le plan social, le levain est constitué des minorités. La multitude est la pâte. [...] Toute idée nouvelle, pour pouvoir l’emporter socialement, doit s’incarner dans des minorités ou dans des groupes d’élite. [...] C’est la mission de l’Église que de former avec rectitude la conscience des classes supérieures. »

Dans le domaine de l’enseignement, l’ACdP est à l’origine de la Confederación Nacional de Estudiantes Católicos, de la première école de journalisme d’Espagne (rattachée au journal El Debate), de l’Institut social Léon XIII (centre d’étude et de diffusion de la doctrine sociale de l’Église), de l’École de citoyenneté chrétienne de l’Église (« Escuela de Ciudadanía Cristiana de la Iglesia »), du Colegio Mayor Universitario San Pablo de Madrid, et de ce qui est sans doute l’œuvre principale de l’ACdP encore en activité, la Fondation universitaire San Pablo CEU (anciennement Centro de Estudios Universitarios, ou CEU), de laquelle dépendent aujourd’hui encore (2023) trois universités (la CEU San Pablo de Madrid, la CEU Cardenal Herrera de Valence, et la CEU Abat Oliba à Barcelone), ainsi qu’une dizaine de collèges d’enseignement primaire et secondaire à Madrid (au nombre de 3), à Valence, à Barcelone (2), Alicante, Murcie, Séville et Vitoria, en plus de plusieurs centres de post-graduat, d’une école normale et deux écoles de commerce. 

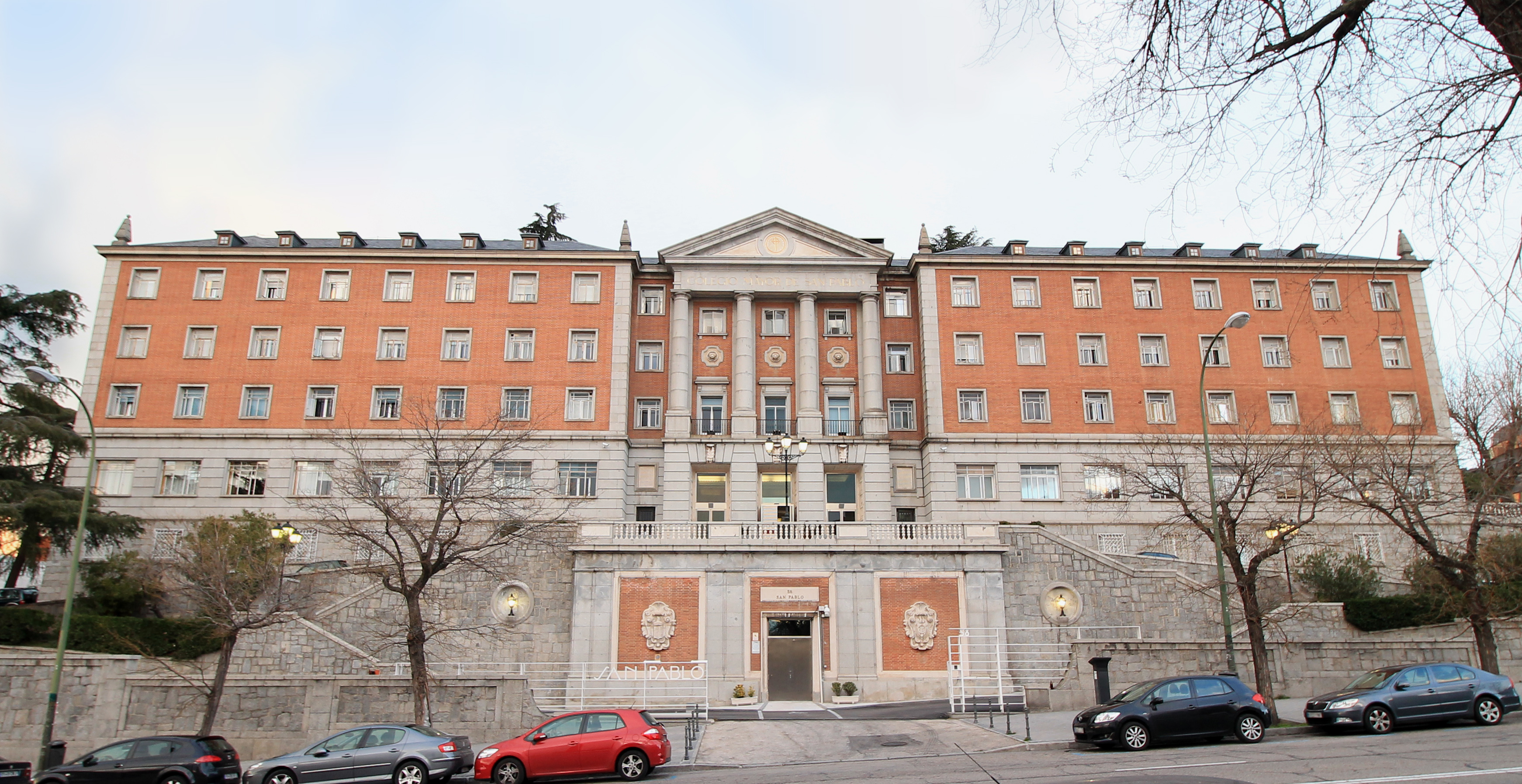
Le collège de San Pablo à Madrid (rue Isaac Peral), construit entre 1947 et 1950 d’après les plans des architectes José María de la Vega Samper et Luis García de la Rasilla.

Le CEU avait été pensé comme un embryon d’université privée, compte tenu qu’en raison de l’emprise de l’État sur l’université, il était fort malaisé de modifier les statuts de celle-ci. Le CEU avait entamé sa trajectoire en 1933 avec 75 étudiants, en ayant pour premier recteur Federico Salmón, avocat de l’État et futur ministre du Travail sous l’étiquette de la CEDA en 1935, mort exécuté en novembre 1936 à Paracuellos de Jarama. Sitôt achevée la Guerre civile, le CEU reprit ses activités, dans un modeste appartement à proximité de son ancien siège, et avec seulement 25 étudiants. Nonobstant que depuis août 1939 José Ibáñez Martín, affilié à l’ACNdP, ait été ministre de l’Éducation nationale, l’on ne parvint pas à obtenir davantage qu’un régime d’études parallèles, avec un degré d’homologation seulement partiel. Même sous le mandat de Ruiz-Giménez comme ministre de l’Éducation nationale, il ne fut pas possible de mettre sur le tapis la question d’une université catholique soustraite à la tutelle de l’État, encore qu’une telle éventualité ait commencé à être de l’ordre des choses envisageables vers le milieu de la décennie 1950.
En marge de ses cours ordinaires, la CEU organisait des cursus particuliers, dont, à titre d’exemple, en 1940, en mémoire du cardinal Gomá, un cycle de cours de culture religieuse et philosophique, dont le but était d’élever le niveau culturel et de formation religieuse des étudiants des facultés de droit et de langues classiques, et qui comprenait huit matières : philosophie, Saintes Écritures, révélation chrétienne, Église catholique, dogme catholique, morale catholique, histoire de l’Église, et notions d’ascétique, de liturgie et d’action catholiques,.
Le CEU se vouait aussi à des activités apostoliques et caritatives, qui prirent corps en particulier sous la forme des conférences de Saint-Vincent-de-Paul, activité caritative et spirituelle qui vit le jour en 1940 à l’initiative du CEU et sous la direction du propagandista Jesús García de Valcárcel, titulaire alors de la chaire de droit administratif. Celui-ci avait soin de sélectionner, chez les étudiants et dans le corps professoral, les membres de groupes de travail appelés à assister, à titre volontaire, matériellement et spirituellement les habitants des banlieues déshéritées de Madrid ;  68 familles, dont 300 enfants, étaient ainsi pris en charge, et une somme fixe de 400 pesetas par semaine était distribuée à chaque personne secourue. Cette initiative bénéficia dès ses débuts de l’appui d’organismes et d’institutions de l’État, qui versaient des subventions et se faisaient partie prenante de nombre de ces activités.
En décembre 1941, il fut décidé de fonder, dans le sein de l’ACNdP, une section universitaire, composée de professeurs d’université affiliés à l’ACNdP et dont les objectifs étaient, entre autres, d’œuvrer pour la perfection individuelle des professeurs sur le plan religieux et professionnel, de favoriser l’exercice apostolique du métier d’enseignant, d’élever le niveau culturel de l’ACNdP, et de collaborer avec toute organisation ayant à cœur de « christianiser » l’enseignement.
Lors de l’inauguration de la nouvelle année universitaire en octobre 1941, l’intellectuel et propagandista José María Pemán évoqua l’avènement de l’université nouvelle, qui « se substituera radicalement à l’esprit et à l’encadrement de l’université napoléonienne [sic], avec son centralisme porté à assécher toute fraîcheur spontanée et tout élan, et à saper culturellement l’université traditionnelle » enracinée et se développant sous l’égide de l’Église catholique.

### Action ouvrière: l’ISO
Le catholicisme social en Espagne s’était donné pour but de reconquérir le peuple en formant et en éduquant les ouvriers chrétiens à des valeurs opposées au socialisme. Les premiers projets d’éducation ouvrière répondaient à un schéma paternaliste piloté depuis le haut, mais dans la suite la nécessité était apparue, après remise en question du paternalisme au sein même des cercles et des syndicats mixtes, et conformément à l’esprit de l’encyclique Rerum Novarum, de former des élites ouvrières capables de diriger elles-mêmes leurs propres syndicats et organisations. Sous ce rapport, les Cercle d’études (círculos de estudios), à la différence des conférences ou des cours de type classique, faisaient figure déjà de mode de formation coopératif et participatif, qualifié même de dangereusement démocratique par Pie X, qui du reste avait déjà condamne le Sillon en 1912.
Une étape importante fut la fondation, dans les années 1920, de la Jeunesse ouvrière chrétienne (JOC), qui choisit « l’enquête » comme méthode de prédilection. Pie XI, en consacrant la formule de « l’apostolat des égaux par les égaux » comme recommandation et directive pastorales, apporta son aval au modèle proposé par la JOC. Deux institutions, l’Instituto Social Obrero (ISO, Institut social ouvrier, créé en 1933 à l’instigation d’Herrera Oria), et la Hermandad Obrera de Acción Católica (HOAC, fondée en 1946), virent alors le jour en Espagne, mus par le même constat de « l’apostasie » des masses ouvrières et se fixant le même objectif de reconquête de celles-ci, à réaliser par des dirigeants qui auraient à être eux-mêmes des ouvriers.
L’idée d’un tel institut fut évoquée pour la première fois, sous l’intitulé « école de propagandistas ouvriers », lors de la XIXe Assemblée générale de l’ACNdP en 1932, Herrera Oria ayant fait observer :

« Nous n’aurons pas d’organisation syndicale si nous ne disposons pas de propagandistas ouvriers, et manquerons d’eux si nous ne les formons pas, et leur formation sera des plus difficiles sans une école sociale. [...] Pour l’heure, nous tenterons un essai modeste, qui nous fournira d’utiles enseignements pour le futur »

La première proposition dans le sens d’un tel institut de formation de l’ACNdP fut présentée en septembre 1932 par l’ecclésiastique Pedro Cantero devant le centre ACNdP de Madrid : 

« Les masses ouvrieres sont aujourd’hui éloignées de l’Église catholique. Ses vicaires nous disent que les premiers apôtres des ouvriers doivent être ouvriers eux-mêmes et cette phrase, qui nous trace une direction de sagesse et de méthode dans nos campagnes sociales, exige la formation méthodique d’équipes de propagandistes ouvriers en guise de brigades de choc dans le monde ouvrier contemporain. »

Un des concepts sous-tendant les formations de l’ISO était l’irréductibilité de l’antagonisme postulé entre monde ouvrier socialiste et monde ouvrier catholique, sans que puisse être seulement envisageable quelque dialogue que ce soit, ni partage de revendications ou critiques communes du capitalisme. Pour l’ACNdP, les objectifs idéologiques et doctrinaux primaient sur les revendications syndicales et professionnelles.
Il fut enfin décidé de prévoir une phase préparatoire, avec des cours restreints dans les centres ACNdP de chaque province espagnole, à l’intention de petites équipes constituées de quatre à six ouvriers et représentatives de l’économie et de la société locales, avant de les regrouper dans une Fédération nationale de propagandistes ouvriers et d’organiser à Madrid un cours plus large, avec les aides financières nécessaires, et en mobilisant un corps enseignant, pas nécessairement composé de sommités scientifiques, mais d’habiles pédagogues, qui s’attacheraient à familiariser les étudiants ouvriers avec les principes de la doctrine sociale de l'Église et avec la législation sociale,. Pour ce qui était du contenu des enseignements dispensés, domaine dans lequel l’ACNdP était plus particulièrement désignée à apporter sa contribution, on distinguait la formation éloignée, organisée dans chaque province, et la formation proche, « spirituelle, doctrinale et technique », assurée par l’ACNdP sous forme de Cours sociaux à Madrid. Cette première mouture, qui comportait un programme de formation portant sur l’apologétique, la politique, la sociologie, le droit social, la conception de discours et d’articles de presse, avec exercices de déclamation, était appelée à inspirer les cursus mis sur pied ensuite à Madrid et dans d’autres villes, où allaient être fondées des écoles sociales semblables.
L’ouvrier entrant en ligne de compte pour le cursus devait vivre « effectivement du fruit de son travail ; dans la mesure du possible travailler de ses mains ». Mieux, il devait faire partie « des ouvriers jeunes, de vingt à trente ans, de bonnes mœurs et de bonne conduite religieuse », et être « reconnu pour son prestige professionnel et social par ses compagnons de travail [...]. Ces ouvriers devaient être susceptibles de devenir non des mercenaires de la propagande catholique, mais des instruments capables de diriger les mouvements ouvriers catholiques ». Il s’agissait de former des élites dirigeantes ouvrières, puisqu’il était entendu que c’étaient les ouvriers eux-mêmes qui devaient diriger les organes syndicaux catholiques des travailleurs. Du reste, c’est de l’ISO qu’allaient effectivement émerger, au bout de deux ou trois années de fonctionnement, les directeurs des confédérations libres, professionnelles ou ouvrières.
Le programme, dont le premier cours fut donné en 1932 de façon expérimentale, en externat d’abord, puis en internat de mars à juin 1933, était ambitieux et abordait un vaste éventail de matières, à savoir : apologétique, doctrine sociale de l’Église, histoire de la civilisation, histoire des doctrines sociales, législation sociale, organisation syndicale, questions agraires, langue française, et techniques de propagande. Les cours théoriques étaient complétés par une série de visites et excursions dans les musées, dans les villes d’art et d’histoire des environs de Madrid, mais aussi dans des institutions sociales et des centres de presse. En outre, l’enseignement des techniques de propagande était assorti d’une série d’exercices pratiques, en classe et dans la rue. Chaque journée commençait par une messe et se clôturait par la récitation du rosaire, et une retraite spirituelle avait lieu chaque semaine,. 
Outre les cours organisés à Madrid, d’autres centres (à Valence, Oviedo, Ciudad Real) allaient créer leur propre école sociale, avec des formations répondant à un programme analogue. De plus, en septembre 1935, suivant une idée chère à Herrera Oria, dix étudiants visitèrent durant deux semaines les organisations syndicales catholiques de Belgique et de Hollande, en vue de transposer en Espagne ces expériences étrangeres.
Tel quel, l’ISO apparaît comme l’aboutissement d’un ambitieux projet de refondation de l’Action catholique porté par l’ACNdP. Il incarnait, en application de la recommandation pontificale, l’apostolat des ouvriers par les ouvriers, en ajustant les Cercles d’études à l’impératif de former une élite ouvrière catholique, apte à rénover le syndicalisme ouvrier catholique en crise. Il est vrai qu’en Espagne, le syndicalisme ouvrier espagnol, écartelé par les divisions internes, se trouvait au début de la Seconde République dans une situation d’extrême faiblesse, rendant d’autant plus nécessaire la réforme projetée,.
Parallèlement, la section de propagande de l’ISO lança le périodique Trabajo, hebdomadaire de type populaire et d’orientation sociale ouvrière, qui ambitionnait, proportions gardées, de devenir l’équivalent d’El Debate (c’est-à-dire un guide idéologique) à l’intention des classes populaires. Trabajo fut, vers la fin de 1935, l’organe officieux de toutes les organisations syndicales non marxistes et avait un tirage entre 35 000 et 40 000 exemplaires. L’ISO ne reçut pas d’autorisation dans les premières années du franquisme.
On peut classer dans le même ordre d’activités le militantisme de l’ACNdP dans les campagnes, avec en particulier la fondation de l’Association Pie XII des agriculteurs.

## Histoire

### Seconde République
L’organisation, qui avait d’abord officiellement pris nom d’Asociación Católico-Nacional de Jóvenes Propagandistas (littér. Association nationale-catholique de jeunes propagandistes, sigle ACNdJP), fut cependant amenée, au fur et à mesure qu’au fil des ans beaucoup de ses membres cessaient d’être jeunes, à changer vers 1917 sa dénomination, avec omission de la lettre J, en Asociación Católica-Nacional de Propagandistas (ACNdP, également : ACdP),. 
L’ACNdP jouissait d’une grande influence dans la vie intellectuelle de l’Espagne, en particulier sur le chapitre du corporatisme politique, incarné à cette époque par les personnalités de la CEDA (Confederación Española de Derechas Autónomas),. Pendant la Seconde République, l’activité politique des propagandistas s’intensifia, par suite de leur participation antérieure à la création du Partido Social Popular, et dans le prolongement des responsabilités qu’ils s’étaient vu confier dans les gouvernements du Directoire militaire du général Primo de Rivera. Conjointement à l’intellectuel catholique Ramiro de Maeztu, trois propagandistas, Eugenio Vegas Latapié, Víctor Pradera et José María Pemán, fondèrent en octobre 1931 la société culturelle Acción Española, laquelle allait mettre en route la revue homonyme, à tendance doctrinale catholico-monarchiste, dont le premier numéro parut en décembre 1931, et dont l’ultime édition régulière publiée fut le no 88, de juin 1936. En 1931 toujours, l’ACdP eut part à la création du parti politique Action nationale (es), qui dut ensuite, en raison de l’interdiction faite par Manuel Azaña d’user du terme « national » pour des organismes autres qu’officiels, changer son nom en Action populaire (Acción Popular, AP), et dont le dirigeant principal sera le propagandista de Salamanque José María Gil-Robles.
Les Cortes constituantes de 1931 comptèrent sur leurs bancs comme députés cinq propagandistas, à savoir nommément : Ricardo Cortés, sur la liste d’Action nationale ; José María Gil-Robles et José María Lamamie de Clairac, pour le Bloque Agrario ; le nationaliste basque José Antonio Aguirre (qui allait être plus tard le premier lehendakari du gouvernement basque en 1936) ; et le traditionaliste Marcelino Oreja Elósegui (es), au nom du groupe parlementaire Minoría Vasco-navarra. 
En 1933, Ángel Herrera fut désigné président du Comité central de l’Action catholique espagnole. En 1933 fut créé le Centro de Estudios Universitarios (CEU) — embryon de ce que sont aujourd’hui les universités San Pablo de Madrid, Cardenal Herrera de Valence et Abat Oliba de Barcelone— et l’Institut social ouvrier (Instituto Social Obrero, ISO), école sociale ouvrière dont Ángel Herrera fut nommé premier président et où iraient se former nombre des hauts responsables syndicaux appelés plus tard à diriger la C.E.S.O. (Confederación Española de Sindicatos Obreros), et qui avaient œuvré auparavant dans la F.E.T. (Federación Española de Trabajadores).
Aux élections de novembre 1933, 34 propagandistas surent se faire élire député, dont une trentaine sur les listes de la CEDA (à l’intérieur de laquelle Acción Popular était le groupe le plus important), José Antonio Aguirre et Marcelino Oreja pour Minoría Vasco-navarra, Santiago Fuentes sous l’étiquette de Renovación Española, et José María Lamamie de Clairac au nom du groupe agraire. Pour la circonscription de Badajoz, le propagandista sévillan Manuel Giménez Fernández sortit élu et fera partie un an plus tard du gouvernement au titre de ministre de l’Agriculture. Quant à Marcelino Oreja Elósegui (es), il périt assassiné lors de la révolution austurienne de 1934, par le fait de membres du Comité révolutionnaire,,.
En 1935, Ángel Herrera, au bout de 26 années à la tête de l’association, finit par renoncer au poste de président de l’ACNdP et fut remplacé par Fernando Martín-Sánchez. En mai 1936, peu avant le soulèvement militaire à l’origine de la Guerre civile, Ángel Herrera s’en fut à l’université de Fribourg en Suisse pour y suivre les cours nécessaires à son ordination sacerdotale.

### Coup d’État de juillet 1936 et Guerre civile

#### Conspiration et soulèvement militaire
Le mouvement catholique espagnol s’était tenu à l’écart des préparatifs du coup d’État de juillet 1936, encore qu’il existe quelques cas particuliers et notoires de participation au complot. La plupart des sociétaires de l’ACNdP se montraient peu favorables aux rebelles, et l’Association n’eut en tant que telle aucune part à l’insurrection. Quand, le 10 mai 1936, Herrera Oria quitta l’Espagne à destination de Fribourg, il était ignorant de la conspiration tramée par Mola, et s’était toujours manifesté pour la conciliation et pour une lutte menée dans le cadre de la légalité, ainsi que le journal El Debate l’avait préconisé jusqu’aux ultimes instants de la République. Si Herrera s’était certes déclaré opposé par principe aux solutions armées et réprouvait les rébellions militaires, il est vrai d’autre part qu’une fois que le soulèvement s’était produit, il plaida pour le soutien aux autorités de l’embryonnaire État national, mettant ainsi en application une fois encore la politique recommandée par Léon XIII d’allégeance active au pouvoir en place (« accidentalisme »), quelle que soit sa forme.
Quant au chef de la CEDA, José María Gil-Robles, dont le cas apparaît plus complexe, il est notoire qu’il remit 50 000 pesetas, une partie de l’excédent du fonds électoral de son parti, à l’homme d’affaires Carlos de Salamanca pour venir éventuellement en aide à Mola au cas où celui-ci se verrait obligé de s’enfuir à l’étranger, ce qui laisse à supposer que Gil-Robles était au fait, fût-ce même de façon imprécise, des menées conspiratrices,,. D’autres propagandistas en revanche, tels que l’ancien ministre de l’Agriculture de la République Manuel Giménez Fernández, n’apportèrent pas leur appui au soulèvement de juillet 1936, ce qui allait leur valoir de graves ennuis par la suite. Fernando Martín-Sánchez, président de l’Association au moment où éclata la Guerre civile, se trouvait à Santander en juillet 1936 et ignorait l’existence d’un complot militaire.

#### Guerre civile
L’ACNdP perdit dans la Guerre civile un sociétaire sur six et certains de ses centres furent quasiment exterminés. Dans d’autres, comme celui de Madrid, où leur nombre dépassait la centaine, c’est même un sur quatre qui fut assassiné. Au total, une centaine environ de propagandistas périt sous l’effet de la répression républicaine entre le 18 juillet 1936 et le 1er avril 1939.
Des 25 Cercles de propagandistes que comptait l’Espagne en 1936, ceux qui s’étaient retrouvés dans les zones où le mouvement militaire l’avait emporté n’eurent pas à souffrir de saccages, ni ne se virent contraints d’interrompre leurs activités. Au contraire, les centres ACNdP piégés dans les zones restées aux mains de la République furent pillés. Nombre de propagandistas furent incarcérés et mis à la disposition des milices populaires ou de la Direction de sûreté, tandis que d’autres encore, comme Martínez de Pinillos, qui pendant ses années d’étudiant avait été secrétaire général de la Confederación de Estudiantes Católicos, et Ramón Valdés, tombèrent assassinés. Un bon nombre d’entre eux furent transférés à la prison Modèle et allaient succomber à la répression,. D’autres membres enfin du Círculo de Madrid périrent lors des « sacas » (extractions inopinées de groupes de prisonniers en vue de leur exécution) survenues dans la capitale en novembre 1936 concomitamment à l’avancée des troupes nationalistes sur Madrid. Une partie des propagandistas piégés dans la capitale à l’éclatement de la Guerre civile réussirent à trouver refuge dans des ambassades étrangères. La répression s’exerça d’une façon particulièrement violente à Valence, avec notamment l’exécution de José Manuel de Castells, mais aussi dans les centres ACNdP du Levant et du Sud,. Entre 1936 et 1939, ce sont ainsi plus de 80 membres de l’ACNdP qui périrent sous les coups de la répression. Compte tenu que l’association comptait environ 500 sociétaires au début de la Guerre civile, ce nombre de victimes fait des propagandistas le groupe statistiquement le plus durement frappé par le conflit, un sur six d’entre eux ayant en effet été assassiné,.
Au bout de quelques mois de guerre, plus de la moitié des membres de l’ACNdP se trouvaient piégés dans la zone sous domination républicaine. Si certains propagandistas eurent à subir persécutions, tortures et condamnations, d’autres surent s’esquiver et plongèrent dans la clandestinité, et plusieurs réussirent, non sans grandes difficultés et souvent au terme d’une série de péripéties, à fuir hors de la zone républicaine et à regagner la zone dite « nationale ». Alberto Martín-Artajo, chargé des sujets d’ordre social dans la rédaction d’El Debate, était resté reclus à son domicile pendant quelques jours lorsque, après avoir été destitué par le gouvernement de Front populaire de sa fonction d’avocat au Conseil d’État, il résolut de se réfugier à l’ambassade du Mexique, au départ de laquelle, au bout d’un séjour de sept mois, il s’éclipsa vers la zone sous contrôle nationaliste,,. Fernando Martín-Sánchez Juliá, alors président de l’ACNdP, vécut des moments difficiles avant de parvenir à quitter le territoire républicain. Se trouvant à Santander à l’éclatement de la Guerre civile, il décida, par crainte de la répression, de fuir à Bilbao, d’où il put passer en France grâce à l’aide du dirigeant nationaliste basque Jesús María Leizaola, avant de regagner de là, le 30 décembre 1936, la ville de San Sebastián tombée entre-temps aux mains des nationalistes. Francisco de Luis obtint l’asile à l’ambassade d’Argentine, et Máximo Cuervo Radigales, élargi après un séjour de sept mois dans les prisons General Porlier et Modèle, parvint à rejoindre l’Espagne nationaliste et prit du service dans le secrétariat à la Guerre du gouvernement de Burgos. L’épouse de Máximo Cuervo, détenue en mars 1938, fit l’objet, avec ses enfants, de l’un des derniers échanges de prisonniers arrangés entre les deux camps.
D’autres propagandistas au contraire, tels qu’Alfredo Sánchez Bella ou Rafael Calvo Serer (es) (à ce moment-là encore membre de l’ACNdP), ne réussirent pas à rejoindre le territoire rebelle et durent, pour quelques-uns d’entre eux, s’enrôler dans l’armée républicaine,. Luis Lucia, dirigeant de la Droite régionale valencienne (parti intégré dans la CEDA) et directeur du journal Diario de Valencia, demeura plusieurs mois dans la clandestinité dans le Maestrazgo avant d’être appréhendé par un groupe anarchiste et de passer ensuite deux années en prison au motif de sa qualité de catholique. Cependant, sa position ultérieure dans l’Espagne franquiste ne fut guère plus enviable, puisqu’il fut condamné à mort après la Guerre civile, encore que sa peine ait été plus tard commuée ; il resta cependant incarcéré pendant deux ans, avant de mourir peu de temps après sa remise en liberté.
Les publications liées à l’ACNdP et éditées à Madrid eurent à subir des mesures répressives de la part des autorités républicaines. Les bureaux et ateliers madrilènes du groupe Editorial Católica furent mis à sac, leurs archives détruites, et le comité de direction, les rédacteurs et le personnel administratif (tel que le trésorier général Jesús de la Fuente Martínez) persécutés. Les équipements qui avaient servi à imprimer les périodiques d’Editorial Católica furent promptement confisqués par différentes fractions du Front populaire ; ainsi le matériel du quotidien Ya servit-il dorénavant à imprimer le journal Mundo Obrero, organe du Parti communiste espagnol (PCE), et Política, organe d’Izquierda Republicana (IR), fit-il main basse sur les presses d’El Debate.
Le dernier numéro d’El Debate vit le jour le 19 juillet 1936, dans une édition fortement censurée, quoique contenant quelques informations à propos du soulèvement militaire (l’édition du 18 juillet ne faisait aucune allusion aux événements de la veille, attendu que la censure faisait expressement interdiction de les évoquer), mais cessa de paraître à partir de ce jour. Les périodiques Ya, El Debate, Informaciones, El Siglo Futuro et ABC furent saisis par le gouvernement et devinrent propriété de l’État, tandis que leur direction et rédaction étaient désormais confiées à des journalistes d’allégeance républicaine,. Les autres centres ACNdP sis dans la zone républicaine eurent à subir un sort très similaire, c’est-à-dire : mise sous scellés de la totalité de la presse catholique, confiscation des locaux de l’association et poursuites contre ses membres.
Les Centres ACNdP situés en zone nationaliste étaient autorisés à poursuivre (en partie) leurs activités. Cependant, les événements organisés par les propagandistas n’avaient désormais plus guère qu’un public fort réduit, comme suite du nombre élevé de jeunes catholiques s’étant engagés comme volontaires dans les rangs de l’armée nationaliste après l’annonce des persécutions contre l’Église dans la zone républicaine. En effet, bien que beaucoup de propagandistas se soient montrés peu enclins à l’usage de la force, l’attitude hostile à l’Église affichée par les autorités républicaines, conjuguée à la protection des valeurs chrétiennes que comportaient les dispositions assez favorables à la religion catholique décidées par le gouvernement nationaliste, devait avoir pour effet que les propagandistas, après quelques moments d’hésitation, aient fini par adhérer à la nouvelle Espagne de Franco. En septembre 1936, à la suite de l’incorporation de San Sebastián à la zone nationaliste, le Centre ACNdP de cette ville reprit son activité et fit office de « cercle interrégional » et comme point de ralliement pour de nombreux propagandistas ayant réussi à s’extraire de l’Espagne républicaine. Au fur et à mesure qu’au fil de la Guerre civile l’armée franquiste s’emparait de nouveaux territoires, les propagandistas réfugiés à San Sebastián retournaient dans leurs villes d’origine respectives.
Au total, la Guerre civile espagnole fut pour l’ACNdP la cause d’une hémorragie considérable, tant sur le plan matériel qu’en vies humaines, plus de quatre-vingts propagandistas ayant en effet été fusillés par différentes forces dans les arrières républicaines,. Parmi les victimes, on relève en particulier : le secrétaire général de l’Association et du CEU, Luis Campos Górriz, béatifié par l’Église catholique en 2001 ; Federico Salmón, ancien ministre du Travail et auteur de la Loi contre le chômage, assassiné lors d’une des sacas des prisons de Madrid en novembre 1936 ; le député et essayiste Víctor Pradera ; et le fondateur des JONS, Onésimo Redondo. Il est à rappeler que hormis quelques rares exceptions, l’immense majorité des propagandistas apportèrent leur appui actif au soulèvement militaire ; une exception notable est l’ancien ministre Giménez Fernández, qui, résidant alors à Chipiona, dans la province de Cadix, c’est-à-dire en zone sous domination rebelle, manqua de peu d’être fusillé par les phalangistes et les requetés,.

### Dictature franquiste

#### Phase «fasciste» du régime
Adepte des principes d’« accidentalité » dérivés de la doctrine de Léon XIII, l’ACNdP se disposait à continuer, désormais dans le contexte du nouvel ordre politique, ses efforts de reconfiguration catholique du corps social. L’association, qui se trouvait alors dans une phase de lente restauration de ses effectifs d’affiliés, de ses cadres dirigeants et de son patrimoine, gravement endommagés par la Guerre civile, se manifesta en faveur des vainqueurs, bien que, en tant qu’institution apostolique et statutairement « apolitique », elle ait laissé à ses membres le loisir de se positionner pour ou contre tel ou tel postulat de l’Espagne nationale. Cependant, les catholiques espagnols étaient alors plutôt désorientés et il y eut chez les membres de l’ACNdP des idées et des opinions assez confuses. De façon générale, les propagandistas allaient apporter leur concours au processus d’institutionnalisation du régime franquiste et se montrer partisans d’un État fort, quoiqu’en se distançant des idéologies à teneur paienne. La déclaration d’Herrera Oria faite en mars 1937 et portant qu’il « comprenait son devoir comme celui d’être au service du gouvernement national en se rangeant à ses ordres » aurait dû mettre un terme à l’incertitude et aux craintes, car cela impliquait l’acceptation et l’obligation pour les propagandistas d’adapter leurs activités aux circonstances nouvelles de la Patrie et servir l’Église avec une inébranlable fidélité. Néanmoins, et en dépit de la « nécessité de coopération » constamment invoquée par Fernando Martín-Sánchez, des dissensions internes se firent jour parmi les membres de l’Association et ouvrirent une faille qui n’échappa pas au public espagnol.
Dans l’Espagne franquiste en guerre, la tonalité vis-à-vis de beaucoup de propagandistas en était d’abord une de suspicion envers ceux qui sous la République avait pratiqué la politique d’allégeance active aux gouvernements en place, et en général envers ceux parmi les catholiques qui avaient collaboré avec le régime républicain, raison pour laquelle nombre de propagandistas ayant milité dans les rangs de la CEDA se verront, pendant la Guerre civile et en pratique jusqu’à la fin de la Seconde Guerre mondiale, évincés des sphères de pouvoir qu’ils étaient venus à occuper dans la décennie 1930. En effet, les « familles » qui composaient la dénommée Espagne nationale (militaires, traditionalistes, phalangistes et monarchistes) ne voyaient pas toutes d’un bon œil l’accession au pouvoir de ceux qui, majoritairement et jusqu’il y a peu, s’étaient faits les avocats de positions légalistes. Par suite, et nonobstant qu’ils aient repris le fil de leur apostolat séculier, leur influence politique allait être moindre que dans la période immédiatement antérieure à la Guerre civile. Cette « marginalisation étatique » pouvait occasionnellement se muer en menace, voire en persécution, comme en témoigne l’atmosphère de ressentiment à laquelle se vit confronté José María Gil-Robles lorsqu’il eut rejoint l’Espagne nationaliste en août 1936 : désireux de passer prendre son épouse et son fils à Pampelune, où ils avaient trouvé refuge au logis de Rafael Aizpún (ancien ministre de la République et éminent sociétaire de l’ACNdP), il avait entamé une pérégrination où il eut notamment à subir une vive algarade à Burgos ; cette atmosphère hostile le porta à quitter à nouveau l’Espagne et à s’en retourner au Portugal. Une autre illustration de cette sourde hostilité est le traitement réservé à l’ancien ministre de l’Agriculture cédiste et propagandista attaché au centre ACNdP de Séville, Manuel Giménez Fernández, par les autorités nationalistes de sa localité de résidence Chipiona (province de Cadix), à telle enseigne qu’il reçut des menaces de la part de groupes de jeunes militants carlistes et phalangistes et, sur le point d’être fusillé sur une plage, en fut préservé « quand il se fut agenouillé pour se recommander à Dieu ». Il fallut que le général Queipo de Llano intervienne pour qu’il soit mis fin à ces abus.
Pendant son séjour à San Sebastián, le président de l’ACNdP lui-même, Fernando Martín-Sánchez, dut à plusieurs reprises tolérer que des éléments phalangistes pratiquent des fouilles au corps sur sa personne. Herrera Oria lui-même ne put se soustraire à l’hostilité qui régnait dans l’Espagne franquiste de la première période : venu en Espagne en décembre 1937 pour régler des affaires personnelles et pour obtenir de Franco une audience, qui du reste ne lui fut pas accordée, Herrera eut à essuyer des insultes pendant tout le temps qu’il séjourna à Santander, où son domicile fit l’objet de quelques tentatives d’assaut de la part d’éléments phalangistes.
Pourtant, l’ACNdP avait bel et bien embrassé alors la cause de l’Espagne de Franco, ce qui s’était concrétisé dans l’acceptation générale par les propagandistas de l’État national dictatorial et des principes de la « Croisade ». Les motifs de cette adhésion générale, quoique fort divers, prenaient tous leurs racines dans la proclamation par le nouveau régime de la religion comme valeur faisant partie des commandements de la nation. La hiérarchie catholique espagnole et la quasi-totalité des propagandistas identifiaient le « bien » avec la cause de Franco, et voyaient dans le Front populaire l’incarnation du « mal » et un ennemi commun. Cette adhésion s’explique d’autre part par les informations au sujet de la répression menée dans la zone républicaine à l’encontre des représentants de la cause catholique en Espagne, alors qu’à l’inverse, des dispositions légales favorables en matière religieuse étaient adoptées par les autorités franquistes, pour lesquelles Martín-Sánchez exprima publiquement sa gratitude en septembre 1938 devant la 25e Assemblée générale de l’Association ; en effet, dès les premiers mois de la Guerre civile, l’Espagne franquiste s’était appliquée à démanteler la législation républicaine et avait entrepris de reconstruire un État qui fût positivement catholique,, en adoptant, en particulier à partir de 1940, une législation conçue à cet effet. Ainsi, interdiction avait été faite d’utiliser dans les écoles des manuels contraires à la morale et au dogme catholique ; l’étude de la religion avait été rétablie dans l’enseignement primaire et moyen ; les chaires d’histoire de l'Église et de droit canonique avaient été rouvertes ; l’on avait ressuscité les Comités de bienfaisance (Juntas de Beneficencia) ; l’assistance religieuse dans l’armée avait été restaurée ; les jours fériés supprimés par la République avaient été réintroduits en 1937 ; l’on avait remis le crucifix en honneur dans les tribunaux ; le mariage civil obligatoire avait été abrogé (et les mariages civils conclus jusque-là avaient été annulés du même coup) et une révision de la loi sur le divorce était projetée ; l’enseignement secondaire avait été réformé de telle sorte que les collèges catholiques se trouvaient désormais virtuellement sur un pied d’égalité avec les établissements d’État ; en 1939, dès avant la fin de la guerre civile, les prêtres ayant charge d’âmes étaient à nouveau rémunérés par l’État ; les biens ecclésiastiques étaient à nouveau exonérés d’impôts ; et surtout, la loi républicaine, tant critiquée, sur les Confessions et Congrégations fut abolie,,.
Néanmoins, sous le premier franquisme, l’Église espagnole prit ses distances vis-à-vis des nouvelles dispositions politiques, ainsi que l’atteste la lettre pastorale intitulée Lecciones de la guerra y deberes de la paz (littér. Leçon de la guerre et devoirs de la paix) publiée le 8 août 1939 sous la direction du cardinal primat Isidro Gomá, dans laquelle était proclamé le devoir des catholiques de prendre part à l’action politique, mais en se montrant circonspects envers les positions gouvernementales. Lorsque l’État espagnol eut censuré l’encyclique de Pie XII Summi Pontificatus, peu favorable à l’Allemagne et mettant en garde contre les conséquences néfastes de l’autonomie de l’État, et que le nonce Gaetano Cicognani entreprit les démarches nécessaires à sa publication, ce fut précisément l’ACNdP qui prit à tâche de faire paraître la première édition intégrale en Espagne de ladite encyclique,. Du reste, dès le 5 février 1939, dans une précédente lettre pastorale, intitulée Catolicismo y Patria, le primat d’Espagne avait alerté contre les idéologies totalitaires :

« C’est parfois l’exagération, la substantialisation, jusqu’à la divinisation de l’État, qui altèrent les finalités du pouvoir politique, faisant de celui-ci même la finalité suprême des activités de l’Homme, qui dès lors se trouve absorbé par la force étatique, qui l’envahit tout entier. »

L’Église allait bientôt figurer comme principal frein contre les tentations totalitaires, et l’ACNdP comme l’un des principaux instruments d’action de l’Église, en accord avec les objectifs originels de l’association.
En juin 1941, un accord fut signé entre le Saint-Siège et l’État espagnol par lequel le gouvernement de Franco s’engageait à s’abstenir de légiférer sans concertation préalable avec le Saint-Siège sur des matières dites « mixtes » ou sur celles susceptibles de concerner l’Église. Dorénavant, le gouvernement était tenu de négocier avec la nonciature sur chaque nomination d’un évêque et de proposer ensuite six noms, entre lesquels le pape en choisirait trois, parmi lesquels Franco à son tour en désignerait un, qui serait alors nommé par le pape,. L’aspiration à stabiliser l’État franquiste et le nombre considérable de diocèses dépourvus d’évêque étaient à l’origine de cette démarche de Pie XII en faveur de la concorde avec le régime de Franco. À partir de février 1943, à la suite de l’approbation de la Loi sur les Cortes de 1942, la hiérarchie ecclésiastique entra de plain-pied dans l’appareil du régime, notamment après que les archevêques de Tolède, de Grenade et de Burgos et les évêques de Léon et de Barcelone eurent été nommé procurateurs (= députés) aux Cortes. Enfin, la circulaire du 25 mars 1944 levait la censure sur les publications ecclésiastiques.
D’autre part, dès les premiers moments du régime, un nombre notable de propagandistas fut amené à s’intégrer progressivement dans les administrations publiques naissantes. En acceptant des postes à responsabilité de nature diverse et, indirectement, en collaborant avec les autorités civiles par leur qualité de dirigeant d’associations catholiques, ils contribuèrent à charpenter institutionnellement l’État national franquiste en gestation. Concrètement, leur intégration dans l’État nouveau s'effectua par le biais de l’exercice de responsabilités politiques aux Cortes, dans les gouvernements civils, les municipalités, les corporations locales, les instituts régionaux, et dans les organismes à action politico-culturelle. On trouve des membres de l’ACNdP également à des postes de direction dans les Conseils provinciaux du parti unique FET y de las JONS. De plus, les propagandistas allèrent occuper des postes d’assistants techniques dans des organisations publiques et eurent leur rôle dans l’élaboration et la rédaction des nouvelles législations ; plus particulièrement, leur présence a pu être déterminante dans les institutions relevant des ministères de l’Éducation et de la Justice.

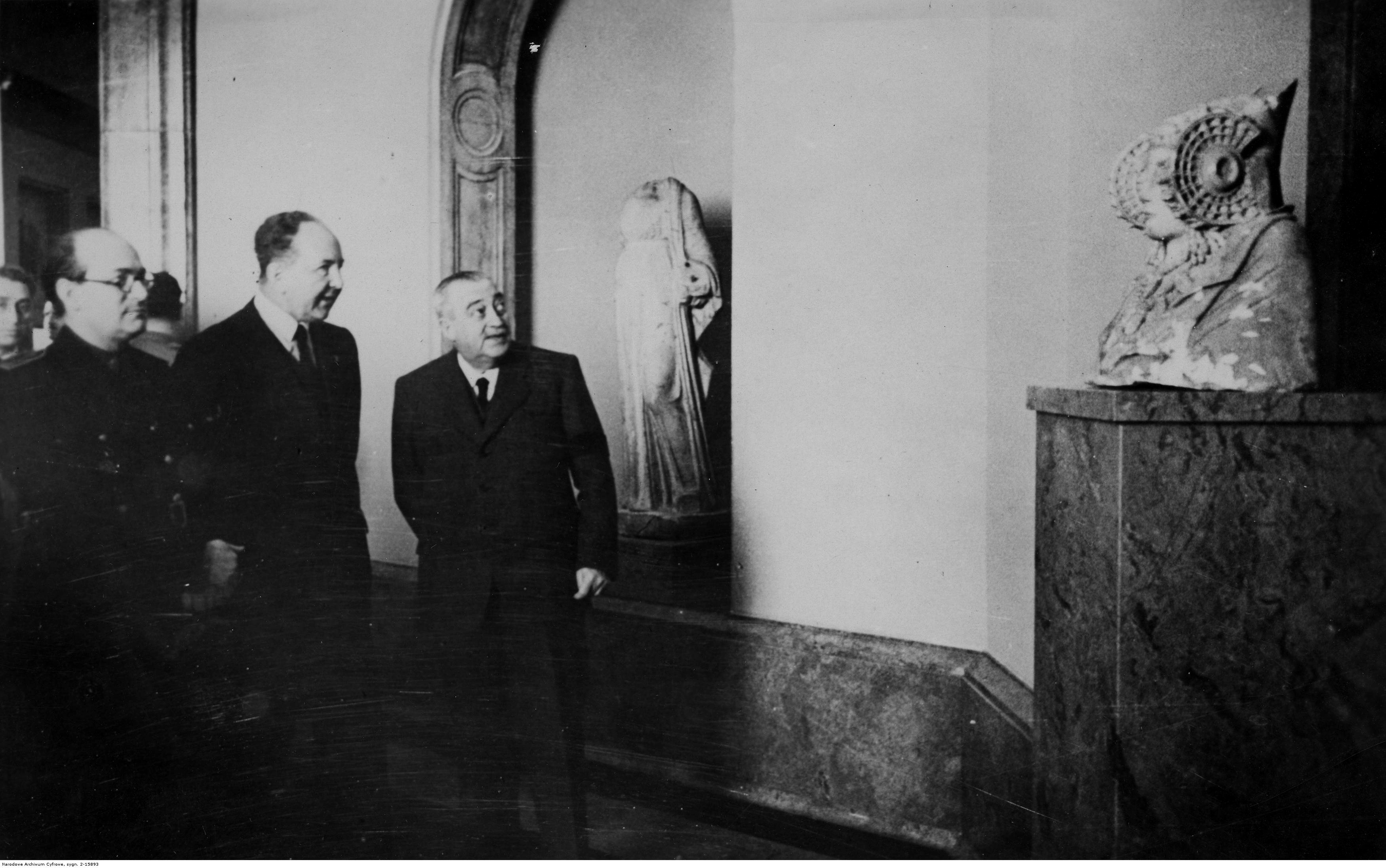
Le propagandista José Ibáñez Martín (contre le bord gauche de la photo), secrétaire de l’ACNdP et ministre de l’Éducation nationale dans les premières années du franquisme et pendant sa phase « nationale-catholique ».

Ainsi Fernando Martín-Sánchez, président de l’ACNdP, fut-il nommé Conseiller de consultation au sein de la Junta Técnica de l’État espagnol à Burgos, après constitution du premier cabinet ministériel national de Franco en 1938, assuma-t-il les fonctions de Secrétaire technique de l’Institut géographique, et fut-il placé en 1939 à la tête des services de l’Institut géographique de Madrid ; ainsi également Francisco de Luis fut-il engagé à la délégation de l’État à la Presse et à la Propagande, et José María Pemán, monarchiste lié à l’association culturelle Acción Española, propagandista attitré et premier secrétaire du Centre ACNdP de Cadix, alla-t-il occuper la présidence de la Commission de la culture et de l’enseignement au sein de la Junta Técnica. Alberto Martín-Artajo fut nommé assesseur juridique de la Commission de travail de la Junta Técnica, et José Ibáñez Martín, qui avait épousé la cause nationaliste dès l’éclatement de la Guerre civile, allait rendre un important service au nouvel régime sur le plan de la défense extérieure, en particulier par sa participation à une mission culturelle de propagande en Amérique hispanique, avant de se voir confier plusieurs mois plus tard le portefeuille de l’Éducation. Des propagandistas apportèrent aussi leur concours à l’expurgation des bibliothèques et librairies et à l’exercice de la censure cinématographique.
Pourtant, dans le même temps, la hiérarchie ecclésiastique manifestait quelques réticences face aux tendances laïcistes qu’elle croyait discerner chez le gouvernement de Burgos et ce ne sera pas avant avril 1838 que l’Église espagnole devait reconnaître le gouvernement de Franco. En outre, l’ACNdP manifesta son opposition à ce que les Étudiants catholiques soient intégrés dans le Syndicat unique, ainsi qu’à la suspension de la Confédération nationale catholique-agraire (Confederación Nacional Católico-Agraria, CNCA), toutes deux organisations dans lesquelles le catholicisme social des propagandistas pesait d’un poids déterminé. Aucun propagandista ne se vit attribuer un ministère dans le premier gouvernement de Franco, même s’ils devaient par la suite gagner progressivement des parcelles de pouvoir dans le nouvel État,.
Le deuxième gouvernement de Franco, constitué en août 1939, était un cabinet à prépondérance phalangiste, mais où le propagandista José Larraz López détenait le portefeuille des Finances et où une autre personnalité catholique importante, le propagandista et ancien député de la CEDA pour Murcie, José Ibáñez Martín, dirigeait le ministère de l’Éducation. Pedro Gamero del Castillo, de même un propagandista, y officiait comme ministre sans portefeuille et comme vice-secrétaire général du Mouvement.
Cependant, le champ d’action où l’influence des propagandistas fut la plus grande est l’Éducation nationale, qui releva pendant douze ans (de 1939 à 1951) de la compétence ministérielle de José Ibáñez Martín, qui exerça en outre comme président du Conseil supérieur de la recherche scientifique (sigle espagnol CSIC) entre 1939 et 1943. Des six Directions générales dont se composait le ministère, deux avaient à leur tête une personnalité de l’ACNdP (celle de l’Enseignement moyen et celle des Beaux-Arts). Étaient aussi des sociétaires de l’ACNdP : l’assesseur technique de la Direction générale de l’Enseignement primaire, l’inspecteur en chef de l’Enseignement primaire, un membre du Conseil national de l’éducation, le recteur des universités de Saragosse, Barcelone et Oviedo, le secrétaire général du CSIC, et le vice-secrétaire général des Publications du CSIC, ayant la charge notamment de la revue officielle de cette institution.
Un autre point d’ancrage des propagandistas dans l’État franquiste fut le ministère de la Justice, qui, même si le traditionaliste Esteban Bilbao garda la haute main sur ce département, devint par le truchement de ses différentes ramifications et institutions, la principale plateforme de collaboration politique pour beaucoup de catholiques. Des membres de l’ACNdP eurent un rôle particulièrement actif dans le Patronato de Redención de Penas por el Trabajo (littér. Conseil de rédemption des peines par le travail), ainsi qu’au sein des différents tribunaux ou des offices de protection des mineurs et de la femme. Le Patronato de Redención de Penas por el Trabajo était présidé par un sociétaire dirigeant de l’ACNdP, Máximo Cuervo Radigales, qui avait su dans les débuts du franquisme se hisser dans les hautes sphères de l’administration en intégrant le Corps juridique militaire. Il occupa le poste de Directeur général des prisons de 1938 à 1942, auquel titre il réorganisa les services pénitentiaires, d’abord dans la zone insurgée, puis, le conflit armé terminé, sur l’ensemble du territoire de l’Espagne. Il fut le concepteur du dénommé « tourisme pénitentiaire », lequel consistait à expédier les prisonniers d’un bout à l’autre de l’Espagne, dans des conditions telles que, p. ex., pour un prisonnier « trois transferts équivalaient à une exécution ». La dureté de ses mesures répressives, qui pour Máximo Cuervo n’avaient d’autre but que la « restauration de l’ordre juridique perturbé » depuis l’éclatement de la Guerre civile, lui valut le sobriquet de el máximo cuervo (± « le souverain corbeau »),. C’est lui qui forgea la fameuse devise carcérale : « la discipline d’une caserne, le sérieux d’une banque, la charité d’un couvent ». Cuervo Radigales se signala également comme fondateur de la Biblioteca de Autores Cristianos (littér. Bibliothèque d’auteurs chrétiens, BAC) aux côtés de José María Sánchez de Muniáin,.

#### Phase «nationale-catholique»
Sous le franquisme, l’ACNdP en tant que telle n’obtint jamais le statut d’organisation politique reconnue officiellement, même si elle fut présidée jusqu’à 1953 par Fernando Martín-Sánchez Juliá, ouvertement favorable au régime franquiste, et que la plupart des sociétaires étaient des partisans du système en place, encore que plaidant majoritairement pour qu’il évolue et qu’en soit éliminée toute tendance au totalitarisme. Mais il ne manqua jamais non plus une fraction d’opposants, liés à partir de 1954 à l’Asociación Española para la Cooperación con Europa, au positionnement démocrate-chrétien et généralement situé sur la ligne du prétendant à la couronne Juan de Borbón.
Les relations spéciales avec les puissances de l’Axe qui avaient prévalu dans les premières années de la Seconde Guerre mondiale eurent pour effet que l’Espagne franquiste faisait figure d’acteur incongru dans le nouvel ordre mondial, même si l’identification, alors en usage, du franquisme avec les régimes totalitaires était, malgré les apparences et l’esthétique extérieure, dans une large mesure inexacte, la Phalange n’ayant jamais eu la mainmise sur les ministères essentiels. Il n’y avait alors guère d’autre issue pour l’Espagne que de rompre ses liens avec l’Axe et de mettre des personnalités politiques catholiques sur le devant de la scène, dans l’espoir de corriger l’image extérieure du régime pour une image de soi plus en consonance avec les nouvelles circonstances,. Exploitant cet atout pour se fabriquer une image d’ouverture sur l’extérieur, Franco s’empressa donc de faire entrer dans le gouvernement un certain nombre de personnalités issues du monde confessionnel catholique et restées en contact avec les courants démocrates-chrétiens ailleurs en Europe, et parmi lesquels il y avait nombre de sociétaires de l’ACNdP, qui se firent un devoir de dépeindre l’Espagne comme affranchie de tout vestige de totalitarisme et comme soucieuse de mettre en œuvre en Europe un catholicisme selon les vues de Pie XII.
Dans cette optique, Franco opéra le 21 juillet 1945 une recomposition de son cabinet ministériel, inaugurant ainsi une nouvelle période dans l’histoire de l’ACNdP. Deux propagandistas, Alberto Martín-Artajo, nouveau ministre des Affaires étrangères, en remplacement de José Félix de Lequerica, et José María Fernández-Ladreda, général d’artillerie et ancien député cédiste, titulaire des Travaux publics de 1945 à 1951, accédaient pour la première fois à des responsabilités ministérielles. Martín-Artajo, jusque-là président du Comité technique d’Acción Católica, sollicita préalablement l’autorisation du primat d’Espagne Pla y Deniel, qui l’encouragea à accepter le poste. Dans le même gouvernement officiaient également le ministre sans portefeuille Pedro Gamero del Castillo, auparavant vice-secrétaire général du Mouvement mais également issu de l’Association. Le vice-secrétariat à l’Éducation populaire, chargé du contrôle de la presse, de la censure et de la propagande, attributions jusque-là confiées à FET y de las JONS, fut placé sous l’autorité du ministère de l’Éducation, demeuré aux mains du propagandista José Ibáñez Martín.
En décembre 1945, Joaquín Ruiz-Giménez, propagandista et futur ambassadeur auprès du Saint-Siège et ministre, visita Londres et New York, avec le propos de mobiliser en faveur de l’Espagne la jeunesse, les intellectuels et les hiérarchies catholiques. La tenue du 20e Congrès mondial de Pax Romana à Salamanque et à El Escorial en juillet 1946, en présence de plus de 300 délégués venus de 32 pays, constitue la première étape dans la consécration des catholiques comme médiateurs entre le régime franquiste et le reste de l’Europe,. C’est également dans cette même perspective — dissiper la méfiance de l’extérieur envers l’État espagnol — qu’il convient de situer l’adoption par le régime de deux des dénommées Lois fondamentales de l’État, à savoir la Charte des Espagnols, promulguée en juillet 1945, dans la rédaction de laquelle  le même Joaquín Ruiz-Giménez s’était activement impliqué, et la Loi sur le référendum national d’octobre 1945.
Au cours de cette même période eurent lieu deux événements importants dans la genèse desquels les propagandistas eurent une part importante : le Concordat de 1953, arrangé par le propagandista Joaquín Ruiz-Giménez, alors ambassadeur auprès du Saint-Siège, et conclu le 27 août 1953, et la signature des accords de Madrid avec les États-Unis le 26 novembre 1953, qui mit un terme à la phase antérieure d’ostracisme international. Dans ces deux processus — ainsi que dans le procédure d’admission de l’Espagne à la FAO en 1950 et à l’UNESCO en 1952, comme autant de signes d’une ouverture pseudo-libérale du régime — l’action des propagandistas Alberto Martín-Artajo, Joaquín Ruiz-Giménez et Fernando María Castiella avait été fondamentale,.
En juillet 1943, alors qu'Ibáñez Martín se trouvait à la tête du ministère de l’Éducation, la loi sur l’organisation des universités (Ley de Ordenación Universitaria) fut promulguée, dont la visée était de « christianiser la vie de l’Université » de l’État et de créer des universités où une attention particulière serait portée tant aux connaissances religieuses et politiques qu’à la formation disciplinée des étudiants. L’article final disposait que « l’État espagnol reconnaît les droits d’enseignement de l’Église dans le champ universitaire, en accord avec les canons et avec ce qui en temps opportun sera déterminé par voie d’accord entre les deux parties ». À l’article 3, il était stipulé que « l’Université, s’inspirant du sens catholique consubstantiel à la tradition universitaire espagnole, ajustera ses enseignements à ceux du dogme et de la morale catholiques, de même aussi qu’aux normes du droit canonique en vigueur » — en d’autres termes, la confessionnalité catholique de l’université espagnole était affirmée — et à l’article 6, il était ajouté que « l’Université se place sous l’invocation et le patronage de saint Thomas d'Aquin, dont la fête sera jour férié et solennisé par des cérémonies religieuses et académiques ». En contrepartie, la même loi supprimait l’enseignement libre (c’est-à-dire soustrait à la tutelle de l’État), et un Ordre ministériel de juillet 1945 reconnaissait le CEU (créé à l’initiative des propagandistas) comme établissement adossé à l’université de Madrid. En janvier 1944, un décret relatif à l’enseignement religieux dans les universités prescrivait qu’une heure hebdomadaire de cours portant sur des matières religieuses soit dispensé dans les universités espagnoles, soit 35 heures environ par année académique.
En juillet 1945 fut adoptée une nouvelle loi sur l’Éducation primaire, également sous les auspices de José Ibáñez Martín. Significativement, le ministre remercia la Commission des prélats pour leur collaboration à la rédaction de cette loi. L’évêque de Madrid-Alcalá déclara s’être « consacré entièrement à imprimer dans toutes les manifestations de l’enseignement le sens chrétien le plus pur », ce en vue de faire de l’Espagne une « colonne inébranlable de l’éternelle religiosité de l’Occident ». L’influence de l’Église se faisait ainsi palpable dans tous les cycles de l’enseignement.
En octobre 1944 fut institué le sous-secrétariat aux Affaires ecclésiastiques, relevant du ministère de l’Intérieur, et fut créé le corps des aumôniers de prison ainsi que celui des prêtres assistants du Syndicat unique. Cette embellie des rapports entre Église et État, conjuguée aux nouvelles nominations gouvernementales, devait conduire en peu de mois à ce qu’il est convenu d’appeler le « national-catholicisme » tel qu’il allait prévaloir dans la décennie 1950 et dans lequel des personnalités de l’ACNdP eurent un rôle de premier plan. À partir du remaniement ministériel de juillet 1945 en particulier, l’ascendant des hommes de l’Association sur la politique espagnole allait être à son point culminant ; de leur position dans les ministères, institutions publiques, instituts nationaux et mairies, beaucoup de propagandistas travaillaient à charpenter et développer le régime franquiste, mais aussi à implanter le catholicisme dans la société espagnole.
Les propagandistas ne pouvaient donc que se féliciter des nouvelles législations adoptées après 1943, non seulement des dispositions définissant directement les attributions de l’Église, mais aussi de celles qui par des voies moins directes, au-delà du simple dialogue Église/État, étaient susceptibles de concourir à mettre en place un cadre confessionnel de « socialisation politique ». Il apparaît aussi que quand même l’ACNdP, en tant qu’entité associative, ne se manifesta pas publiquement dans le champ politique, les propagandistas apportèrent néanmoins leur collaboration à bon nombre des dispositions légales du régime, en particulier celles affectant l’enseignement, et qu’ils en exprimaient leur reconnaissance. Cependant, l’Église espagnole, quoique se rangeant aux côtés du régime, gardait quelques sujets de querelle avec Franco, comme la question de l’unité syndicale (qui comportait la liquidation du syndicat catholique) et la nomination des évêques.
La phase nationale-catholique du régime franquiste vit la restauration et floraison du catholicisme en Espagne, non seulement par l’annulation de la législation laïciste mise en place sous la République, mais aussi sous l’effet d’un intense travail de l’Église elle-même, qui réussit à imprégner sensiblement la société espagnole du moment. L’activité des sociétaires en l’année 1958 permet de prendre la mesure de l’influence qu’exerçait alors l’ACNdP dans la société espagnole : 269 sociétaires étaient employés dans l’administration publique, 199 se vouaient à l’enseignement, 173 à des activités productives, 44 au journalisme et au cinéma. Répartis selon les différentes missions de l’ACNdP, le décompte des propagandistas se présente comme suit : 435 étaient actifs dans l’apostolat séculier, 288 dans des actions de diffusion de la pensée, 204 dans des œuvres de charité, 118 dans des tâches d’enseignement, 101 dans des œuvres de piété, 45 dans des actions socio-économiques, 21 dans des activités culturelles et 79 étaient sans activité. S’il y eut certes quelques sociétaires au sein des commissions de travail des Cortes espagnoles, la majorité des propagandistas ne s’impliquaient pas dans des entités politiques, mais dans des organisations de nature apostolique et sociale.
Cependant, il est apparu que la société officiellement chrétienne, régie par un État confessionnel, ne l’était en réalité que nominalement, ainsi que tendent à le montrer la langueur et les signes de crise manifestés dès les années 1950 par les organismes sociaux créés sous l’impulsion de l’Église ; un exemple parmi d’autres en est la baisse progressive des vocations dans les séminaires, et ce antérieurement déjà au concile Vatican II,. Une autre illustration est fournie par l’évolution des affiliations à Acción Católica (AC), qui se chiffraient à près de 600 000 en 1955, mais qui n’étaient plus que 500 000 en 1966, et dont il peut être estimé qu’il n’en restait en 1979 moins de 15 000. La JOC (Jeunesse ouvrière catholique) passa de 87 000 adhérents au début de la décennie 1960 à un effectif de 800 en 1979, et le nombre des femmes d’AC, de 150 000 à 11 000,.

#### «Immobilistes» contre «évolutionnistes»

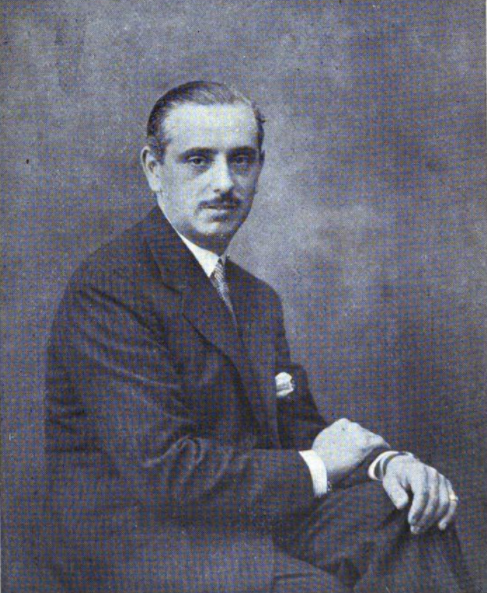
L’écrivain et intellectuel José María Pemán, tenant du courant « monarchiste temporisateur » au sein de l’ACNdP.

Différentes tendances s’affrontaient au sein de l’ACNdP. Certes, tous se montraient favorables à une forme de corporatisme et s’accordaient à considérer indispensable une conception rigoureuse de l’autorité, mais les sociétaires s’opposaient quant aux limites à poser au pouvoir en place. Ainsi, dans le groupe des propagandistas dits « collaborationnistes », existait-il des différences d’appréciation sur le point de savoir comment et combien de temps Franco était habilité à rester au pouvoir. Pour une fraction des propagandistas collaborationnistes, les dénommés « immobilistes », incarnés par Fernando Martín-Sánchez Juliá, Franco pouvait demeurer en fonction indéfiniment. D’autres cependant se montraient partisans d’une évolution du régime depuis l’intérieur, l’« exceptionnalité » de celui-ci ne devant pas à leurs yeux se prolonger au-delà du strict nécessaire ; connus sous l’appellation d’« impatients » ou d’« évolutionnistes », ils avaient pour tête visible Herrera Oria, premier président de l’ACNdP et à partir de 1947 évêque de Malaga. Un troisième groupe de sociétaires de l’ACNdP se refusait tout de go à collaborer avec Franco et s’était groupé autour de José María Gil-Robles, alors en exil au Portugal et œuvrant pour la restauration monarchique en la personne de Juan de Borbón ; cette tendance avait pris de la vigueur au sein de La Editorial Católica, où Francisco de Luis y Díaz, dernier directeur d’El Debate et à ce moment membre délégué du Conseil d’entreprise, était devenu la figure de proue en Espagne des opposants à Franco.
En 1953 se tint une élection au sein de l’ACNdP en vue de désigner un nouveau président en remplacement de Fernando Martín-Sánchez Juliá, qui avait dirigé l’Association depuis 1935, date à laquelle il avait été choisi par Herrera Soria pour son successeur. Le scrutin porta au grand jour les divergences politiques existant à l’intérieur de l’ACNdP, qui mettaient aux prises Francisco de Luis, homme fort d’Editorial Católica, très opposé à Franco et adepte de la ligne juaniste de Gil-Robles, et Francisco Guijarro Arrizabálaga, le nouveau président, de profession inspecteur du Timbre, incarnant la ligne de la « continuité », c’est-à-dire le collaborationnisme « immobiliste ». Guijarro, qui eut au début à affronter une rude opposition dans le centre ACNdP de Madrid, était un homme absolument étranger à la sphère politique, et ce à un moment où bon nombre de propagandistas occupaient de hautes fonctions publiques. Son projet était de renforcer en priorité la dimension spirituelle de l’ACNdP, en favorisant la présence de l’association dans les œuvres sociales et en mettant l’accent sur les missions de nature spirituelle ou d’apostolat, p. ex. la lutte contre le mal-logement ou la coopération avec Caritas.
Parmi les « démocrates chrétiens collaborationnistes » figurait également Alberto Martín-Artajo, qui se montrait en faveur d’une institutionnalisation du régime franquiste, professant donc un collaborationnisme débarrassé de toute la symbolique fasciste et aspirant à consolider le régime en le poussant vers la normalité constitutionnelle par la voie aperturista, soit par une ouverture vers l’extérieur. En somme, il s’agissait pour lui de vendre à l’étranger un régime à caractère catholique en cours d’évolution par la voie du corporatisme. Herrera Oria pour sa part semblait rechercher vers 1945 la dénommée « démocratie organique », et travaillait à construire une large base politique d’appui au régime de sorte à réaliser la stabilité qui rendrait possible le déploiement du plan de « justice sociale » dont il avait toujours rêvé. Le régime de Franco devait, selon Herrera Oria, Martín-Artajo et d’autres propagandistas « évolutionnistes », s’acheminer vers la normalité constitutionnelle, puis, par la suite, vers la monarchie.
Joaquín Ruiz-Giménez, ministre de l’Éducation nationale, tenta d’impulser une certaine ouverture en direction des intellectuels hétérodoxes ; bien que partisan du corporatisme et de l’État confessionnel, il cherchait, disciple en cela d’Herrera, à s’ouvrir aux héritiers catholiques de la tradition culturelle espagnole non nécessairement catholique.
Guijarro quant à lui laissa son empreinte sur ce qui avec le temps allait devenir la principale réalisation de l’ACNdP, à savoir le Centro de Estudios Universitarios (CEU), alors organe d’enseignement du Colegio Mayor de San Pablo, deux entités qu’il entreprit de consolider. Le CEU, de même que le collège, avec son édifice imposant mais onéreux, durent faire face à plusieurs crises financières durant ces années, qui purent être résolues grâce aux donations de certains sociétaires, en particulier de José María Sánchez-Ventura, notaire de son état, qui fut placé à la tête du collège et devait être l’ultime ministre de la Justice de Franco.

#### Évincement par l’ascension des «technocrates» et crédo réformiste
En 1957, un glissement subtil se produisit dans l’équilibre interne des pouvoirs au sein de la dictature. Il s’agissait pour partie d’une riposte au défi phalangiste à l’ordre national-catholique que renfermait la proposition de réforme institutionnelle de José Luis Arrese, secrétaire général du parti unique Mouvement national. La lutte sourde qui s’engagea alors entre phalangistes et propagandistas fut résolue par Franco par son choix de s’appuyer désormais sur une tierce voie, celle des Plans de développement pour l’Espagne élaborés par les dénommés technocrates proches de l’Opus Dei, avec l’amiral Carrero Blanco, Gregorio López-Bravo et Laureano López Rodó comme chefs de file visibles. Il s’agissait là en réalité de l’instauration d’un deuxième régime franquiste, processus qui allait modifier en peu de semaines jusqu’au lexique et à l’image du régime et dont les deux perdants étaient indubitablement les phalangistes et les propagandistas.
Le remaniement gouvernemental de février 1957, qui consacra l’accession au pouvoir des technocrates, fut l’amorce d’une réorientation politique et économique de l’Espagne. Fernando María Castiella, nouveau titulaire des Affaires extérieures, était l’unique propagandista au sein de ce gouvernement ; dans l’opinion de Mariano Navarro Rubio : 

« [Castiella] fut peut-être — ou sans ‘peut-être’ — le défenseur les plus décidé du Plan de stabilisation dès le premier moment. Il s’avisa clairement que notre politique extérieure nécessitait que nous nous affranchissions de l’‘opprobre’ de vivre dans un pays mal administré. [...] Il prépara rapidement le contact avec les organismes internationaux – Fonds monétaire international, Banque mondiale et OECE – et sut obtenir que nous, ministres des Finances et du Commerce, soyons présents, comme membres récemment nommés, à la réunion qui se tint à la Nouvelle-Delhi en septembre 1958. »

Dans les années 1960, le quotidien Ya, organe de l’ACNdP, alors dirigé par Martín-Artajo, ne cessait, par ses éditoriaux, à appeler à la nécessaire mise en place d’une forme de participation politique et à plaider pour des réformes allant en ce sens. L’éditorial du 31 mars 1963 est illustratif à cet égard, puisqu’il signalait :

« Ce qui importe, c’est de désemballer tout le riche contenu qui se trouve en germe dans les Principes [du Mouvement national] et dans les institutions. De la même façon qu’il est question d’un développement économique, il doit être question aussi, davantage que d’une évolution politique, d’un développement politique du régime. [...] Pour y parvenir, il faut réfléchir aux réformes nécessaires. »

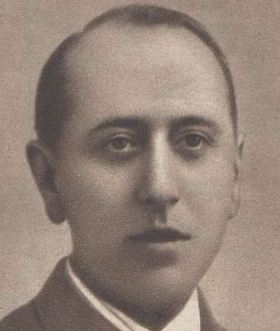
José María Gil-Robles, monarchiste juaniste et démocrate chrétien, ouvertement opposé à la dictature de Franco dans les décennies 1960 et 1970.

L’éditorial du même journal daté du 13 juillet 1963 comporte le crédo suivant :

« L’humanité vit en ce moment un processus croissant de maturation sur le plan de la cohabitation sociale et politique. La démocratie est la modalité historique idoine pour canaliser ce processus et satisfaire à la tendance démocratique qui s’empare des peuples, au titre d’expression et de voie d’un progrès civil clair, net et inéluctable de l’humanité. [...] Cela se traduit profondément par la configuration d’un ordre constitutionnel nouveau, attendu que l’ancien, qui subsiste encore, est menacé, heureusement, de ruine. [...] C’est pourquoi une telle articulation constitutionnelle est la pièce maîtresse de l’organisme politique d’un pays. C’est en cela que réside le secret ultime de la démocratie nouvelle, à la lumière de la doctrine de l’Église. »

Pas davantage le groupe d’édition Editorial Católica ne dissimilait ses positions vis-à-vis du processus d’unification de l’Europe, témoin la une de Ya du 30 mars 1957, libellée comme suit : « Pie XII qualifie de but politique sublime la grande œuvre de l’Europe unie », et suivie de la mention que le pape s’était adressé quelques jours auparavant à un groupe d’ecclésiastiques espagnols « en faisant un appel à ce que l’Espagne s’engage elle aussi sur les chemins de l’ouverture vers l’européisme et l’universalisme ». Les sentiments pro-européens avaient cours depuis un certain temps déjà au sein de l’ACNdP, José Larraz p. ex. les professant souvent dans ses articles, de sorte que la prise de position exposée dans Ya correspondait à la sensibilité de beaucoup de propagandistas et n’était en somme que l’aboutissement d’un processus de longue date, d’autant que le souverain pontife faisait grand cas de la question. L’éditorial du 6 novembre 1957, intitulé « Vers la communauté européenne » (Hacia la comunidad europea) faisait observer comment, lors d’une audience récente, Pie XII avait souligné devant les délégués de la CECA la nécessité de « se fédérer réellement » et qu’il était « nécessaire et urgent de bien comprendre son caractère inéluctable ».
En 1947, Ángel Herrera Oria fut consacré évêque de Malaga, sous le pontificat de Pie XII. Herrera Oria fonda, outre l’Institut social Léon XIII en 1952, également et vers la même époque les écoles rurales de Malaga, l’Association Pie XII des agriculteurs et l’École de citoyenneté chrétienne de l’Église. En 1957, le secrétariat national de l’Action sociale de l’ACNdP créa l’embryon de ce qui deviendra Caritas Espagne. En 1967, Herrera Oria fut nommé cardinal par Paul VI, mais décéda l’année suivante. Sa mort marqua la fin de la période la plus féconde de l’ACNdP et l’amorce d’une époque de désarroi et d’affaiblissement, dans le contexte d’un profond débat interne auquel avait donné lieu en Espagne le concile Vatican II, entraînant une révision du national-catholicisme en vigueur jusqu’alors et dont l’ACNdP avait été le principal bastion auprès des catholiques espagnols par le biais d’Acción Católica.

### Tardofranquisme et transition démocratique

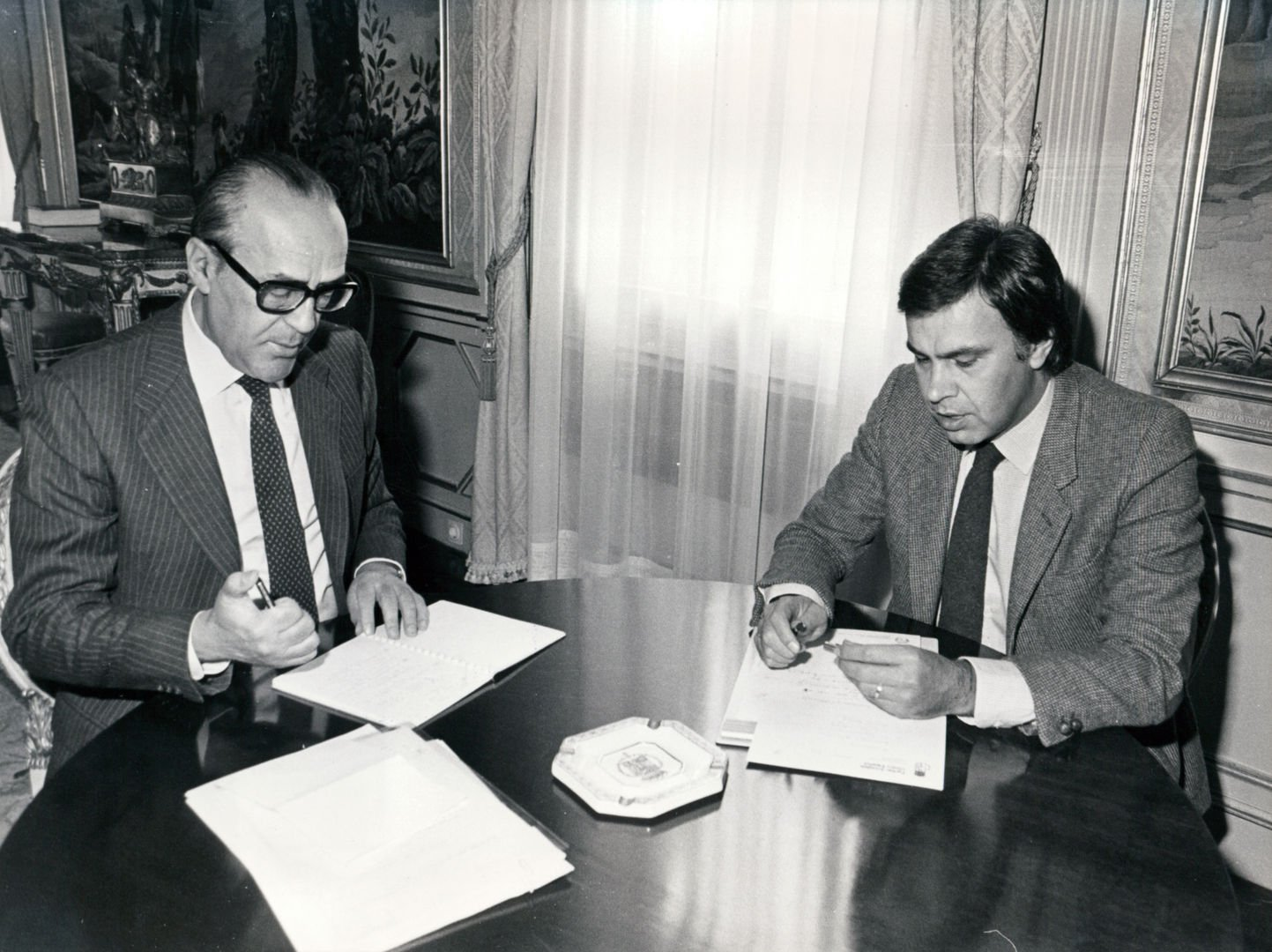
Le propagandista Leopoldo Calvo-Sotelo en discussion avec Felipe González au lendemain de la défaite électorale de 1982.

Au lendemain du Concile Vatican II et à la suite du changement de paradigme politique qu’il impliquait pour les catholiques, un groupe de propagandistas, emmenés par Joaquín Ruiz-Giménez, passa dans l’opposition au régime de Franco, ce qui se concrétisa par des initiatives telles que la fondation de la revue Cuadernos para el Diálogo, qui allait donner corps à l’opposition démocrate-chrétienne au franquisme. D’autre part, les propagandistas José María Gil-Robles et Íñigo Cavero prirent part en 1962 au dénommé « Contubernio de Múnich », tandis que vers ces mêmes années le propagandista José María Pemán évoluait vers des positions monarchistes juanistes. À l’opposé de cette ligne démocrate-chrétienne, Blas Piñar, pourtant propagandista lui aussi, s’érigea en héraut du dénommé "bunker", c’est-à-dire de la ligne dure, intransigeante sur le chapitre des valeurs essentielles nationales-catholiques, du régime franquiste. Du reste, Blas Piñar finit par solliciter son exclusion de l’ACdP, pour dissentiment avec le cap toujours plus critique de cette dernière vis-à-vis de la dictature.
En 1973, le groupe Tácito fut fondé au sein du Colegio Mayor San Pablo, groupe appelé à jouer un rôle majeur dans la phase finale du franquisme et dans les débuts de la Transition démocratique. Tácito regroupait un cénacle sélectionné de propagandistas critiques envers le régime de Franco, un grand nombre desquels allaient faire partie des différents gouvernements de la démocratie restaurée. En particulier, les propagandistas eurent durant cette période un rôle clef dans la fondation de la coalition conservatrice Alianza Popular (avec l’intervention déterminante de Federico Silva Muñoz) et, plus particulièrement encore, dans la création du parti Union du centre démocratique, qui remporta les élections de 1977. Sous l’égide du cardinal Tarancón, l’ACdP, liée depuis 1954 à l’Association  espagnole pour la coopération avec l’Europe, s’était réorientée vers des positions démocrates-chrétiennes, généralement en conformité avec la ligne tracée par Juan de Borbón et faisait figure alors de bastion de la démocratie chrétienne espagnole, témoin le fait que nombre de ses membres exerceront comme ministre dans les gouvernements d’Adolfo Suárez, dont Marcelino Oreja, titulaire des Affaires étrangères et artisan des accords entre l’État espagnol et le Saint-Siège de 1979, toujours en vigueur ; José Manuel Otero Novas à l’Éducation nationale, Landelino Lavilla à la Justice, Alfonso Osorio au ministère de la Présidence, et Íñigo Cavero (futur président du Conseil d’État), pareillement à la Justice, furent eux aussi des ministres dans les gouvernements UCD ayant tenu un rôle important dans la Transition, aux côtés de Fernando Álvarez de Miranda, à qui il fut donné de présider le Congrès des députés entre 1977 et 1979. Cependant, la responsabilité politique la plus haute jamais assumée par un propagandista dans ces années fut la présidence du gouvernement espagnol qui revint en 1981 à Leopoldo Calvo-Sotelo.
Dans la suite, les propagandistas membres du PP Jaime Mayor Oreja (ministre de l’Intérieur et tête de liste au Parlement européen) et Eugenio Nasarre (député au Congrès et porte-parole du PP pour les questions d’Éducation) auront à jouer un rôle notable dans la politique espagnole. En 2006, la Conférence épiscopale espagnole nomma l’ancien président de l’ACdP Alfonso Coronel de Palma au poste de président exécutif de la chaîne de radio COPE.